# Operazione Overlord
L'operazione Overlord (Operation Overlord in inglese) fu il nome in codice che identificò il piano d'invasione dell'Europa, iniziato il 6 giugno 1944, con l'obiettivo di stabilire una testa di ponte sulla terraferma per poi invadere la Normandia e, quindi, liberare la Francia. Inizialmente il nome in codice Overlord (Signore Supremo) venne usato per designare sia l'operazione generale di attraversamento della Manica sia lo sbarco vero e proprio in ben determinate aree; con il progredire della pianificazione, per esigenze di sicurezza venne ristretto il numero di persone che avevano accesso alle informazioni sullo sbarco e quindi venne definito un nuovo nome in codice, Neptune, per designare questa fase specifica lasciando Overlord per il concetto generale e la divulgazione più ampia tra il personale interessato.

## Premesse
Durante tutto il 1941, a seguito della disfatta francese contro le armate tedesche, il Regno Unito continuò a combattere senza alcuna speranza razionale in una vittoria decisiva contro la Germania. Soltanto nel giugno 1941, quando Hitler invase l'Unione Sovietica, il primo sprazzo di possibilità di vittoria si dischiuse tra gli alleati, i quali continuarono a combattere impegnandosi nella lotta per mantenere aperta la vitale linea di rifornimento nell'Atlantico e per mantenere viva la speranza negli unici teatri di guerra in cui le truppe britanniche continuavano a combattere: l'Africa e il Medio Oriente.

Hitler, dopo che i primi cinque mesi di operazioni contro l'URSS non avevano dato i risultati sperati, iniziò a valutare la possibilità che gli Stati Uniti entrassero in guerra e l'11 novembre 1941 annunciò clamorosamente, anche per intimidirli: 
Infine, negli ultimi giorni dell'anno ci fu la svolta del conflitto, l'attacco giapponese a Pearl Harbor, al quale seguì la dichiarazione di guerra della Germania agli Stati Uniti. Con grande sollievo per i britannici, Roosevelt e i suoi capi di stato maggiore aderirono subito al principio del Germany first (la Germania per prima), riconoscendo che la potenza bellica tedesca rappresentava il pericolo maggiore e che dopo la sconfitta della Germania il Giappone avrebbe presto capitolato. La guerra nel Pacifico divenne quindi un impegno prioritario per la marina statunitense, mentre lo sforzo massimo delle forze di terra si sarebbe concentrato contro la Germania e l'Italia.
Tale decisione venne ribadita durante la prima grande conferenza di guerra angloamericana apertasi a Washington il 31 dicembre 1941, denominata Arcadia, dove gli Stati Uniti si impegnarono nell'attuazione del piano Bolero, ossia il progressivo concentramento di forze statunitensi in Gran Bretagna in vista di un'invasione dell'Europa.

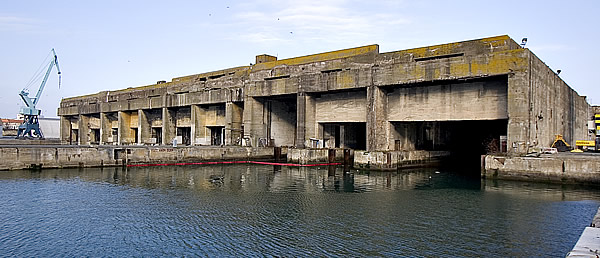
Base per U-Boot nel porto di La Rochelle (La Pallice)

Dall'altra parte, il 14 dicembre Hitler aveva dato le prime disposizioni per dare almeno in parte corpo alla sua mossa propagandistica, dando alla Organizzazione Todt le prime direttive relative alle priorità, che però privilegiavano zone della Norvegia, la costa francese da Bordeaux a Brest, le isole del Canale e l'estuario della Senna; la priorità all'interno della stessa area era assegnata alle postazioni di artiglieria costiera e alle basi dei sommergibili, come La Pallice o Saint Nazaire. Quando Hitler scelse il comandante del Fronte Occidentale, grosso modo corrispondente al Gruppo di Armate B in Francia e Belgio, e al Gruppo di Armate D nei Paesi Bassi e Germania, lo individuò nella persona del feldmaresciallo Gerd von Rundstedt, reduce dal fronte russo, dove non aveva lesinato critiche sulla condotta delle operazioni da parte dell'OKW; questi però era un fautore della guerra di movimento, e quindi non fu entusiasta dell'incarico che lo vincolava alla difesa di posizioni fisse; inoltre le responsabilità di comando erano tutt'altro che unitarie, con la Kriegsmarine responsabile di una parte delle batterie costiere e l'esercito di un'altra parte, le divisioni SS dipendenti direttamente da Himmler, le truppe terrestri della Luftwaffe direttamente agli ordini di Göring come gli aerei, che peraltro erano integrati nella difesa aerea contro le incursioni del Bomber Command e del suo equivalente statunitense in seno all'USAAF; infine, le divisioni corazzate dello Heer, sebbene nominalmente sotto il suo comando, erano considerate riserva strategica e pertanto non utilizzabili se non dietro esplicita autorizzazione dell'OKW.

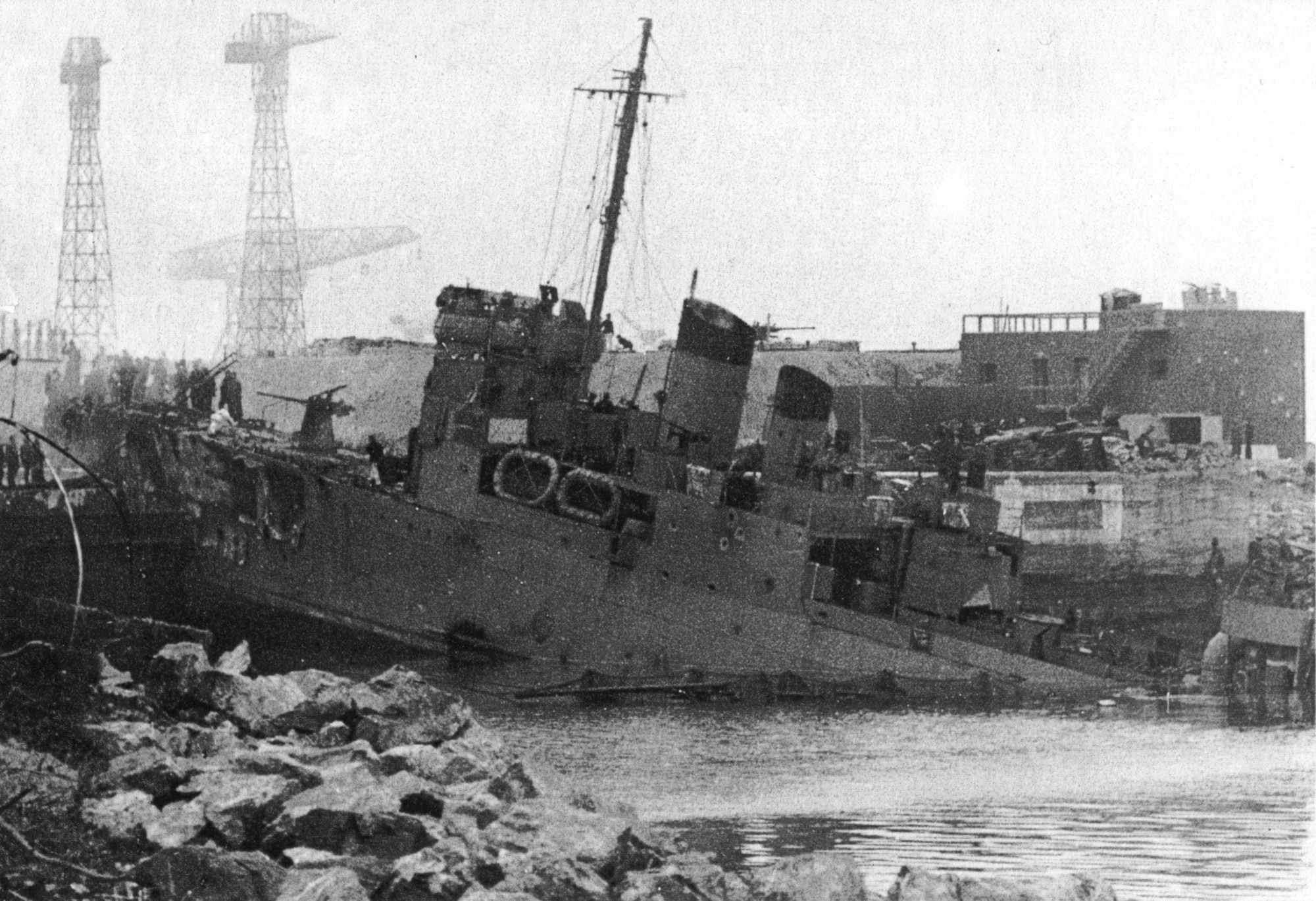
Il cacciatorpediniere britannico HMS Campbeltown dopo l'impatto con la chiusa del bacino di carenaggio del porto francese di Saint-Nazaire

Nei mesi che seguirono Arcadia gli statunitensi cominciarono a orientarsi verso un'invasione oltre la Manica in tempi brevi; qui incominciò il dibattito e una considerevole quantità di discussioni politiche e militari tra gli Alleati. L'impazienza dei comandanti statunitensi si contrapponeva con la cautela da parte britannica, e questo scontro di vedute caratterizzò il crescente dissenso tra i capi dello stato maggiore combinato per tutto il 1942 e per gran parte del 1943. Vennero studiate alcune operazioni al fine di mettere alla prova le difese tedesche; l'operazione Chariot del marzo 1942 aveva lo scopo di rendere inutilizzabile il bacino di carenaggio di Saint Nazaire che poteva essere usato dalle navi da battaglia tedesche e di danneggiare le installazioni portuali, e riuscì parzialmente nell'intento sebbene con forti perdite tra i commando e i marinai dimostrando anche le lacune nelle difese di un porto fortificato. Poi si ebbe il raid su Dieppe dell'agosto 1942, nel quale venne sacrificata una intera brigata canadese e concesso un grosso vantaggio propagandistico ai tedeschi, ma anche testati i primi tentativi di mezzi speciali, dei carri Churchill con modifiche che dovevano renderli anfibi ma che si rivelarono inefficaci. Il risultato fu quello di rafforzare le convinzioni tedesche sull'impenetrabilità del Vallo, ma anche di accelerare i lavori di fortificazione successivi.
In un primo momento l'atteggiamento statunitense fu determinato dal timore del rapido crollo dell'alleato sovietico se gli alleati non avessero creato al più presto una imponente azione diversiva a occidente. Così fu avviato lo studio del piano Round-up che i britannici disapprovarono, e si impegnarono per spostare le risorse verso obiettivi più modesti ma più realistici. Con riluttanza, nel 1942 Washington acconsentì all'invasione dell'Africa settentrionale francese, ma dal momento che il concentramento di truppe in Gran Bretagna non si stava svolgendo nei tempi stabiliti, la campagna nel Nordafrica iniziava a trascinarsi senza risultati e la disfatta del raid su Dieppe aveva dimostrato i rischi di uno sbarco anfibio contro coste fortificate, divenne evidente per i comandi angloamericani che nel 1943 non avrebbe potuto esserci una campagna di Francia e l'apertura del secondo fronte.
Dall'altra parte, i lavori sulle fortificazioni proseguivano, ma venivano anche rallentati dai sabotaggi francesi supportati dal SOE britannico e dai bombardamenti delle forze aeree alleate, guidati dalle informazioni che pervenivano sempre dalla resistenza francese; von Rundstedt dopo diciotto mesi di comando inviò un rapporto al Führer nel quale lamentava l'incidenza dei trasferimenti di divisioni scelte verso il fronte orientale, ipotizzando che senza una sufficiente riserva strategica in caso di invasione non avrebbe potuto esserci nessun contrattacco e tanto meno vittoria. Hitler, sulla base di questo rapporto e dei riscontri forniti dall'Organizzazione Todt sui lavori di fortificazione, inviò il feldmaresciallo Rommel nel novembre 1943 a ispezionare il Vallo.

## Pianificazione

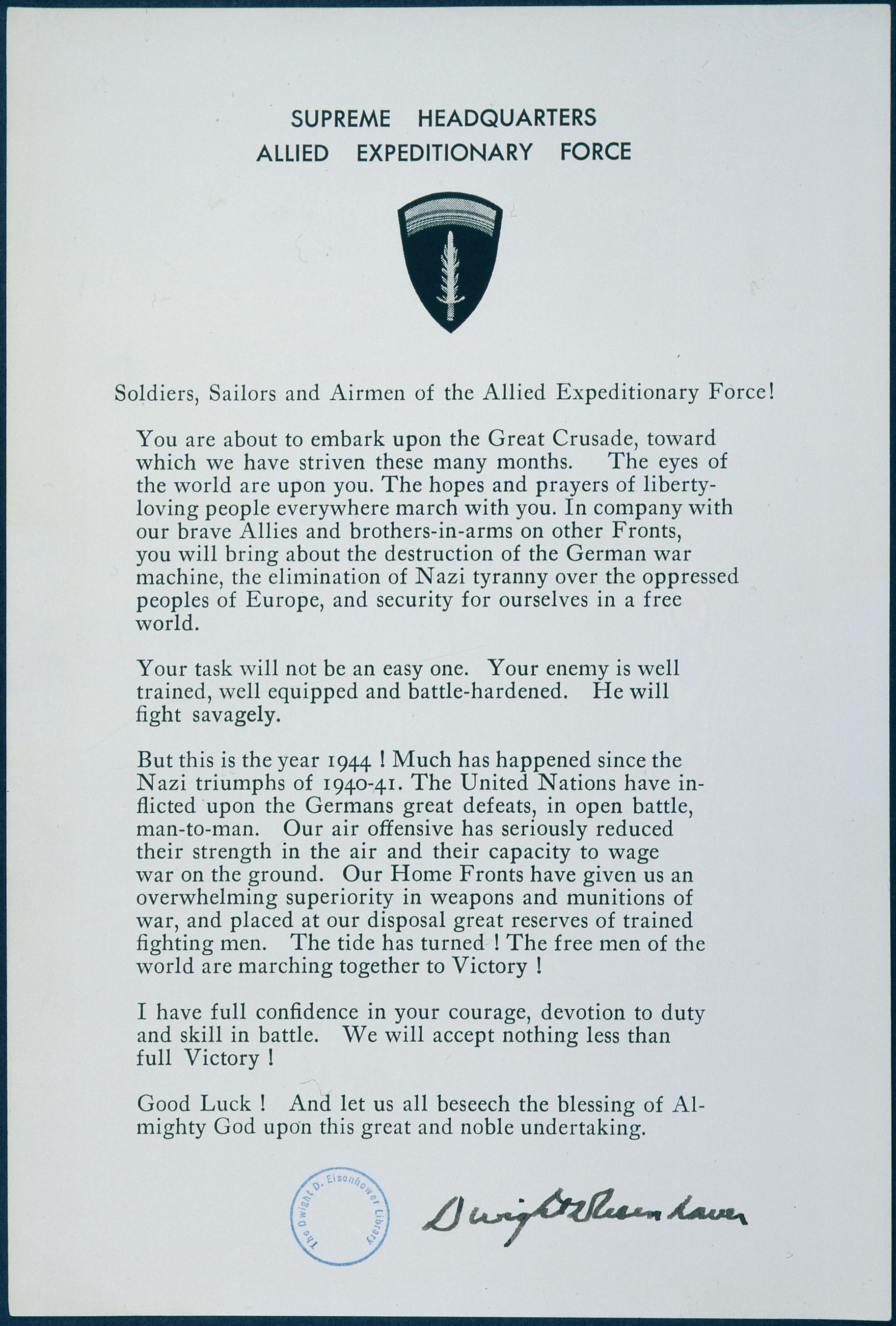
Le istruzioni dello SHAEF per il D-Day alle forze armate alleate

Il reale processo di pianificazione dell'invasione dell'Europa continentale cominciò a partire dal gennaio 1943, quando durante la conferenza di Casablanca i capi militari angloamericani si incontrarono per la seconda volta per fare il punto della situazione. Anche in questo caso i britannici riuscirono a far prevalere i loro punti di vista sulla conduzione della guerra, e gli statunitensi aderirono per predisporre i piani dell'operazione Husky, ossia l'invasione della Sicilia, con la prospettiva di ulteriori operazioni militari in Italia.
I capi di stato maggiore statunitensi tornarono a Washington alquanto irritati, ma decisi a evitare ulteriori rinvii e convinti ad aprire un varco nel Vallo Atlantico. Alla conferenza svoltasi nel maggio 1943 a Washington, denominata in codice Trident, fu stabilito che nella primavera del 1944 ci sarebbe stata l'invasione dell'Europa nordoccidentale, l'operazione Overlord, e fu deciso, nonostante i dubbi britannici, l'attuazione dell'operazione Anvil, ossia l'invasione della Francia meridionale da svolgere in concomitanza con Overlord e a prescindere dai costi della campagna d'Italia. In effetti, vi era molto scetticismo da parte statunitense sull'idea britannica riguardo all'ordine di grandezza delle forze impegnate nello sbarco; esisteva un forte conflitto di priorità nei piani di costruzioni navali tra le navi da trasporto che venivano falcidiate dai sommergibili tedeschi a livelli record e necessitavano di rimpiazzi, e i mezzi da sbarco leggeri (landing craft) e pesanti (landing ship) la cui produzione nel 1942 si attestò sulla media di 60 000 tonnellate mensili; su queste previsioni venne impostato il dialogo durante la conferenza. Le previsioni iniziali di una forza da sbarco variabile da cinque a dieci divisioni imponevano nel secondo caso un numero di mezzi da sbarco dei vari tipi pari a circa 8 500, secondo stime fatte dal comitato congiunto ETOUSA ma presentate dai britannici a Washington, nondimeno vennero giudicate dallo Stato Maggiore Congiunto statunitense totalmente irrealistiche, e ignorandone la reale provenienza ritennero perciò che ci fosse da parte britannica una reale volontà di non effettuare lo sbarco, cosa che li portò a spingere per l'attuazione dell'Operazione Torch; comunque la necessità politica di preventivare l'assalto alla Fortezza Europa portò alla rivalutazione delle forze da sbarco che comportò la necessità di 4 000 mezzi.
Alla conferenza di Teheran del novembre 1943 i piani vennero presentati a Stalin, il quale li approvò in pieno. Per tutto l'autunno e l'inverno del 1943 i comandi britannici furono molto critici nei confronti di Overlord, e preoccupati dal fatto che se l'operazione non si fosse svolta con una netta superiorità di uomini e mezzi, le combattive e ben equipaggiate unità tedesche presenti nel Nord della Francia avrebbero rappresentato un serio problema nella riuscita dell'operazione. Ma i dubbi di Churchill e dei comandi militari non riguardavano la necessità di invadere l'Europa, bensì quando farlo. I britannici vedevano grandi rischi nella fretta e notevoli vantaggi nel prendere tempo. L'esercito tedesco stava subendo enormi perdite sul fronte orientale, e i responsabili dell'aeronautica erano convinti che l'offensiva dei bombardieri strategici sui cieli della Germania stesse rapidamente erodendo le capacità produttive delle industrie tedesche.
Ma la capacità di resistenza della Gran Bretagna e della sua popolazione si stava avvicinando al limite: lo sforzo bellico contro la Germania e nel Sud-Est asiatico contro il Giappone stava intaccando le risorse industriali, economiche e umane dell'Impero britannico, tanto che per esempio, la produzione britannica di munizioni per tutto il Commonwealth scese dal 90,7 per cento del 1940 al 61,6 per cento del 1944, costringendo il governo ad acquistare munizioni e tutto quanto servisse per la causa bellica, in buona parte dagli Stati Uniti mediante il quadro di affitti e prestiti. Tuttavia il grande impulso derivante dalla determinazione statunitense, il loro enorme potenziale industriale e i quasi 8 milioni di uomini che potenzialmente potevano schierare in guerra, costrinsero i britannici ad assecondare le scelte dell'alleato e di conseguenza l'elaborazione della sua strategia.

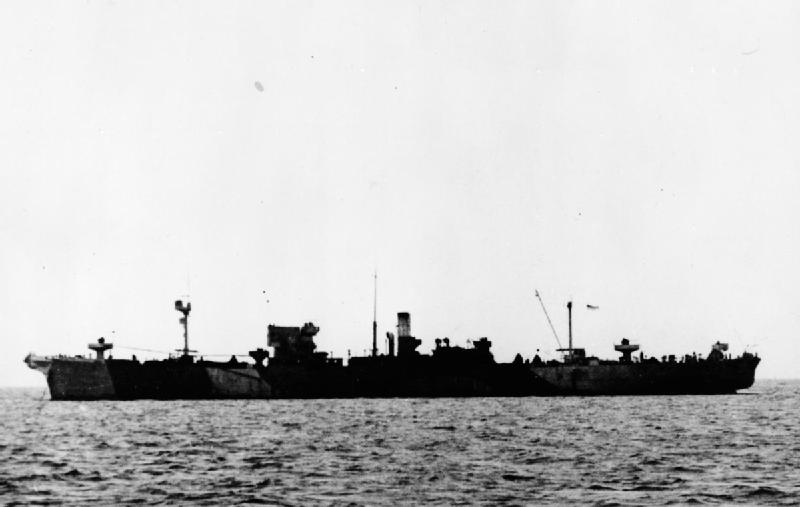
La posatubi HMS Sancroft posa un tratto dell'oleodotto PLUTO tra Dungeness e Boulogne

Nell'aprile 1943 il generale di corpo d'armata britannico sir Frederick Morgan venne nominato capo di stato maggiore del Comando supremo alleato (COSSAC - Chief of Staff to the Supreme Allied Commander) quando ancora non era stato designato un comandante supremo, e per i restanti mesi dell'anno Morgan e i membri dello stato maggiore interalleato ebbero la responsabilità di elaborare in via preliminare i particolari tecnici di Overlord. Il COSSAC fu però strettamente vincolato, dalla decisione dei capi di stato maggiore del comando combinato con sede a Washington, di elaborare un piano operativo con un inadeguato apparato di forze, che prevedeva lo sbarco in Francia di appena tre divisioni. Ma il posto di comando rimase vacante fino al dicembre 1943, quindi ogni decisione sul numero di uomini e mezzi da utilizzare fu decisa solo in secondo luogo. Tra i primi problemi affrontati vi furono la limitatezza del raggio di azione della copertura aerea, la presenza di almeno un porto importante nelle vicinanze, i limiti di capacità delle spiagge, la lunghezza del tratto di mare da superare e, infine, la potenza delle difese costiere tedesche.
Questi fattori avevano subito limitato la scelta dei punti di sbarco e la geografia aveva ulteriormente ridotto le scelte; Pas de Calais venne scartata, nonostante fosse la via più breve verso il cuore della Germania, perché nonostante offrisse le spiagge più adatte, vicinanza alle coste inglesi (l'appoggio aereo e la traversata erano quindi più facili) e un più diretto accesso alla Germania, era per questi motivi il punto più probabile dove ci si sarebbe aspettata un'invasione e quindi il meglio difeso. Si portò allora l'attenzione a ovest, verso le ampie spiagge della Bretagna, del Cotentin e della Normandia.
Come risultato della disastrosa operazione del 1942 di attacco frontale contro il porto di Dieppe, il COSSAC decise di non cercare di catturare un porto con un assalto diretto dal mare, pertanto le spiagge scelte dovevano prestarsi a operazioni prolungate di carico e scarico dalle navi da sbarco, e possedere nell'entroterra una sufficiente rete stradale per consentire il rapido concentramento di forze.
La Bretagna era però troppo defilata e fuori dal raggio d'azione della copertura aerea. La penisola del Cotentin, rispetto al Pas de Calais, disponeva di un porto ben attrezzato, quello di Cherbourg, ma scontava la mancanza di aeroporti e c'era il rischio di rimanere imbottigliati nella parte nord della penisola. Di conseguenza venne scelta la costa del Calvados in Normandia, che poteva contare su difese nemiche più deboli dato che la foce del fiume Orne segnava il confine tra la 15ª Armata della Wehrmacht a nord-est e la 7ª Armata a sud ovest, e i confini di due armate sono in sé zone deboli. Inoltre il Calvados rispetto al Pas de Calais possedeva ampie spiagge riparate dai venti occidentali e nei pressi di Caen poteva essere conquistato velocemente il campo d'aviazione di Carpiquet.
Nell'ordine di priorità degli obiettivi alleati si collocavano innanzitutto Caen, Bayeux e la strada per Saint-Lô, cui seguivano la strada per Falaise e il porto di Cherbourg: c'era infatti il pericolo che, se gli obbiettivi prefissati fossero stati troppo ambiziosi e inoltrati all'interno, le truppe alleate si sarebbero trovate troppo allungate in profondità e quindi vulnerabili agli inevitabili contrattacchi tedeschi. Un altro grosso problema fu quello di organizzare il movimento dei veicoli sbarcati, fuori dalle spiagge. A quel punto, a fine agosto, le ricognizioni aeree alleate portarono lo sconforto tra i comandanti del COSSAC: fotografie aeree rivelarono un sistematico allagamento da parte tedesca delle zone fluviali attorno a Caen, che spinse l'ufficio operazioni a considerare di trasformare Overlord in una finta invasione che avrebbe dovuto precedere il vero attacco. Nasceva così nei primi giorni dell'agosto 1943 il germe di Fortitude, la brillante operazione di mascheramento alleata che consentì di bloccare a Pas de Calais la 15ª Armata tedesca fino a luglio inoltrato del 1944.

### I primi diversivi
Altre operazioni diversive vennero programmate e poste in atto già dopo la Conferenza di Washington; quella denominata Cockade, che prevedeva la simulazione di uno sbarco lungo il Vallo Atlantico entro il 1943, ne racchiudeva altre tre, ognuna destinata a minacciare un tratto di costa nemica: Wadham doveva minacciare la penisola di Brest e far sovrastimare le forze statunitensi nel Regno Unito, cosa che impegnò le unità del V corpo d'armata USA; Tindall era la minaccia di uno sbarco in Norvegia da parte dei britannici partendo dalla Scozia; la parte principale era attuata dall'operazione Starkey, lo sbarco nella zona del passo di Calais che prevedeva anche una grossa simulazione con l'uso di mezzi anfibi denominata Harlequin; per quest'ultima la carenza di mezzi da sbarco penalizzò fortemente la riuscita, ma il resto di Starkey andò avanti comprendendo anche uno sminamento del Canale della Manica all'inizio di settembre; sebbene non vi siano tracce di una evidente reazione germanica in termini di spostamento di truppe, questa attività servì ad aiutare la programmazione delle operazioni diversive che sarebbero state poi attuate per Overlord.

### Comandanti
Mentre il COSSAC prendeva in esame le caratteristiche delle spiagge e la complessità del sistema ferroviario francese, Roosevelt e Churchill sceglievano i comandanti. Il generale George Marshall e il generale Alan Brooke rimasero entrambi delusi e non vennero designati al comando supremo, il primo in quanto ritenuto dal presidente indispensabile nel suo incarico di capo di stato maggiore a Washington, il secondo perché britannico, in un momento in cui la conduzione della guerra era legata soprattutto alla decisa volontà della dirigenza statunitense di affrontare direttamente il nemico in uno scontro che la Gran Bretagna aveva cercato a lungo di procrastinare. Il 7 dicembre 1943 il generale Dwight Eisenhower venne nominato comandante supremo del Supreme Headquarters Allied Expeditionary Force (SHAEF) ossia il comando supremo della forza di spedizione alleata, prendendo così il controllo globale delle truppe alleate in Europa.
Nonostante i dubbi statunitensi, i tre posti di comando subordinato di Overlord furono occupati da tre generali britannici, Bernard Montgomery, Bertram Ramsay e Trafford Leigh-Mallory, rispettivamente per le forze terrestri, navali e aeree; un altro alto ufficiale britannico, il maresciallo dell'aria sir Arthur Tedder fu nominato vicecomandante supremo, in riconoscimento del ruolo importantissimo che l'aviazione avrebbe dovuto svolgere nell'invasione. Appena assunto il comando del 21º gruppo d'armate che avrebbe preso parte a Overlord, il generale Montgomery sostituì tutto lo stato maggiore con i suoi fidati ed esperti ufficiali dell'8ª Armata britannica, e subito dopo incrementò le ricognizioni aeree dalla sola Normandia, fino a Pas de Calais. La nomina di Montgomery venne messa in discussione dagli esponenti militari statunitensi, che avrebbero preferito il più mite e accomodante generale Harold Alexander come comandante delle forze di terra. Lo stesso Montgomery aveva dubbi sulla nomina di Eisenhower, perché questi aveva poca esperienza sul campo.
Quando Eisenhower e il suo staff giunsero a Londra il 15 gennaio 1944 per subentrare al COSSAC, studiarono il piano di Morgan e ne accettarono la logica, tranne che per un punto: tutti coloro che erano coinvolti dallo stesso Einsenhower a Montgomery a Walter Bedell Smith e Omar Bradley, sostenerono subito che sarebbe stato necessario ampliare il fronte dell'invasione con un attacco portato da cinque divisioni perciò chiesero, e ottennero, l'assegnazione di altri mezzi da sbarco. Inoltre al contrario di Morgan, che aveva bocciato una possibile estensione del fronte verso ovest scartando la penisola del Cotentin a causa dei vasti territori allagati nell'entroterra, Eisenhower risolse il problema con l'utilizzo di truppe aviotrasportate statunitensi paracadutate all'interno, che avrebbero avuto il compito di occupare gli argini delle zone allagate e favorire l'avanzata delle truppe dalla spiaggia, che poi sarebbe diventata Utah, lungo tracciati resi sicuri.

### I preparativi
Il 21 gennaio, nella prima riunione dello stato maggiore di Eisenhower a Norfolk House, Montgomery perfezionò il piano di attacco precedentemente abbozzato dal COSSAC, e delineò la nuova impostazione del piano che nelle settimane successive sarebbe stato trasformato in ordini operativi per le armate alleate. Gli statunitensi sulla destra, dovevano puntare su Cherbourg, Brest e i porti della Loira. Era logico farli sbarcare sul lato occidentale perché in tal modo si sarebbero trovati in posizione favorevole a ricevere ordini, uomini e rifornimenti direttamente per mare dagli Stati Uniti. I britannici e i canadesi sulla sinistra «avrebbero impegnato il grosso del nemico sopravveniente da est e da sud-est». Montgomery aggiungeva poi: «Nelle fasi iniziali dovremmo impegnarci ad assicurare rapidamente il controllo dei principali nodi di comunicazione stradali. Faremo quindi avanzare le nostre truppe corazzate tra quei centri e oltre spiegandole in terreno favorevole. Risulterà così difficile al nemico far affluire le sue riserve facendole filtrare attraverso le formazioni corazzate».
Il 23 gennaio, dopo un ultimo tentativo del COSSAC di far accettare a Eisenhower alcune loro proposte e salvare almeno in parte il loro orgoglio profondamente ferito, il comandante supremo accolse formalmente i suggerimenti di Montgomery. Ebbe così inizio l'enorme sforzo organizzativo di tradurli in realtà operativa: riuscire a convincere Washington dell'esigenza vitale di un maggior numero di mezzi da sbarco, preparare piani di munizionamento, schemi per l'appoggio aereo, programmi logistici, apprestamento dei mezzi e materiali del genio, disposizioni per la scorta dei convogli.

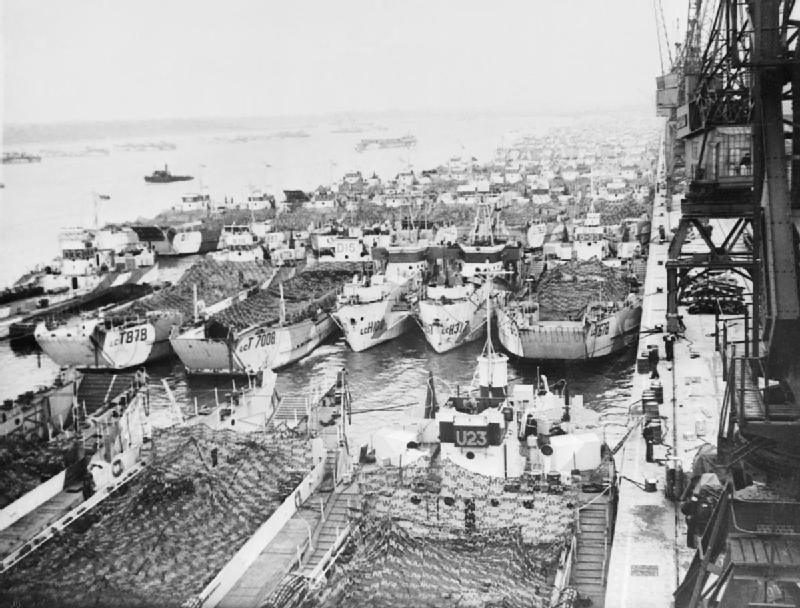
Mezzi da sbarco di vari tipi (tra cui alcuni Landing Craft Assault) stipati nel porto di Southampton in previsione del D-Day

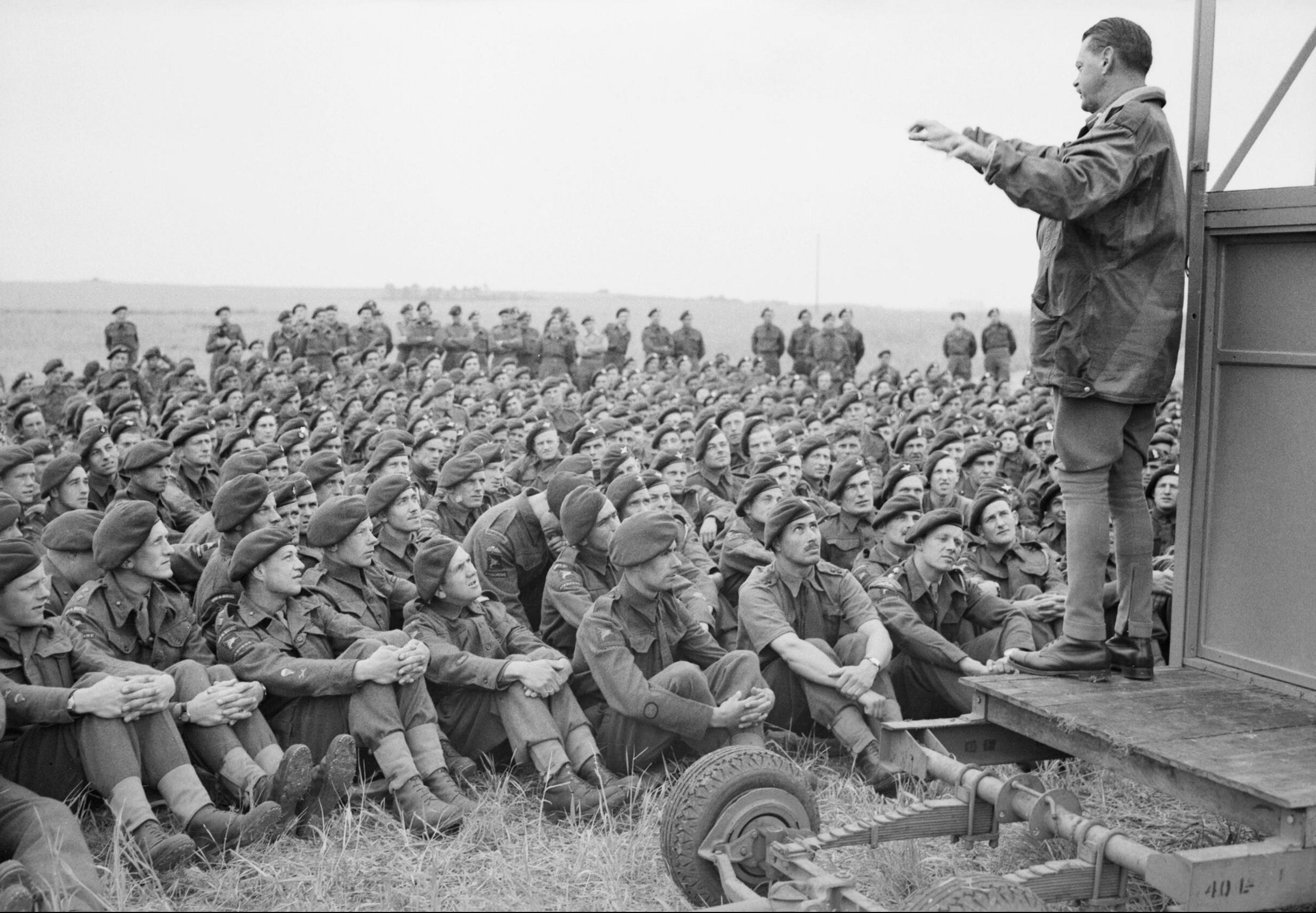
Il maggiore generale Richard Gale parla agli uomini della 6ª Divisione aviotrasportata durante i giorni immediatamente precedenti il D-Day

Due gruppi di brigate mobili furono stanziate nel Kent e nel Sussex nell'eventualità che commando tedeschi tentassero di sbarcare per disturbare l'afflusso di rinforzi alla testa di sbarco. Si procedette a far stampare nella massima sicurezza milioni di carte topografiche e migliaia di copie delle ricognizioni aeree. Si iniziarono ad ammassare centinaia di migliaia di proiettili per artiglieria e iniziò l'evacuazione dell'intera popolazione per un'estensione di 40 chilometri quadrati nel Devon occidentale per consentire alle forze statunitensi sbarcate in Gran Bretagna di esercitarsi con munizioni vere. Il compito di sistemare le truppe statunitensi fu complesso. Ogni unità corazzata richiedeva 40 trasporti, pari a 386 000 tonnellate di naviglio, contro le 270 000 tonnellate per una divisione di fanteria, e ogni unità aveva bisogno poi di accampamenti, treni per farvele pervenire, zone di addestramento, aree ricreative e di rifornimento. E nella terribile ipotesi che i tedeschi avessero utilizzato gas asfissianti contro gli invasori, si apprestarono dotazioni di proiettili a gas per 60 giorni di rappresaglia e si addestrarono gli equipaggi degli aerei per l'utilizzo delle bombe a gas.
Nelle vaste zone di concentramento sorsero grandi attendamenti forniti di punti d'acqua, panifici da campo, servizi igienici, uffici postali, il tutto mimetizzato per renderlo irriconoscibile a 4 000 metri d'altezza. La prima ondata da sbarco statunitense avrebbe contato circa 130 000 uomini ai quali entro il  si sarebbe via via aggiunto un altro contingente di 1 200 000 uomini. Con loro sarebbero affluiti 137 000 veicoli tra mezzi motorizzati e semicingolati, 4 127 cingolati e 3 500 pezzi d'artiglieria. Di settimana in settimana convogli transatlantici attraccavano nei porti della Gran Bretagna, scaricando un flusso incessante di proiettili d'artiglieria, munizioni per armi leggere, vestiario, plasma sanguigno, jeep e razioni K. Ma questo enorme approvvigionamento comportò anche enormi problemi nel gestire il naviglio proveniente dagli Stati Uniti, tanto che i britannici protestarono, soprattutto perché per garantire lo stile di vita a cui gli statunitensi erano avvezzi, per ogni soldato in Normandia avrebbe ricevuto razioni quotidiane per 2900 g, contro i 1500 g dell'avversario tedesco. E questo, considerando che solo 1800 g venivano consumati, evidenziò un largo spreco di tonnellaggio nei trasporti marittimi. Di contro la dotazione tedesca di munizioni per armi leggere a una compagnia di fucilieri era più del doppio rispetto alla controparte statunitense; 56 000 contro 21 000. Anche i mezzi aerei furono un problema considerevole; per le due divisioni aviotrasportate da impegnare le previsioni iniziali (di agosto 1943) di 637 aerei da trasporto erano tutt'altro che adeguate alle necessità, ma la forza di aviosbarco non venne ridotta considerando che il solo obbiettivo di Caen/Carpiquet avrebbe richiesto una intera divisione "per evitare una sconfitta nelle fasi iniziali".
Tutto ciò fu portato a termine nelle sole 17 settimane precedenti la nuova data stabilita per il D-Day, il 5 giugno, data scelta considerando i tempi di consegna dei mezzi da sbarco necessari all'invasione, e soprattutto per sfruttare la mezza marea e la luna piena.
Così il quartier generale del 21º gruppo d'armate si impegnò a studiare i piani operativi; tra le varie sezioni dello SHAEF circolava una esorbitante quantità di rapporti, note e studi del potenziale dei rinforzi tedeschi, sulla capacità delle ferrovie francesi, sulla gittata dell'artiglieria costiera tedesca, sull'efficacia dei bombardamenti navali alleati e su decine di altre criticità che seppur importanti, non erano di fondamentale importanza. Pertanto l'onere di stendere i piani operativi fu assunto dallo stato maggiore del 21º gruppo d'armate di Montgomery, il quale si preoccupò soprattutto di non far trapelare informazioni al nemico per non compromettere lo sbarco. Molto probabilmente se i tedeschi fossero venuti a conoscenza del piano, Ultra ne avrebbe messo i comandi alleati a conoscenza, ma nonostante questo, l'incubo che i tedeschi fossero segretamente pronti ad attendere gli alleati nei luoghi degli sbarchi angosciò fino all'ultimo momento gli alleati. Di per sé però lo sbarco non rappresentava per gli alleati un problema tattico insuperabile, dato che le capacità organizzative e le risorse a disposizione erano immense. Il problema era per lo più rappresentato da tutti gli elementi imponderabili che avrebbero reso difficoltoso il consolidamento della testa di sbarco. Vennero così analizzati in modo approfondito le previsioni delle forze che i tedeschi avrebbero potuto mettere in campo dopo lo sbarco, ossia durante la battaglia di Normandia. Nell'aprile 1944 lo SHAEF era giunto a una conclusione deprimente che prevedeva che al giorno D+14 i tedeschi avrebbero avuto a disposizione in Normandia 28 divisioni contro le 19 (una volta e mezzo quelle degli alleati), mentre al D+30, 33 contro 28 (solo un sesto in più).

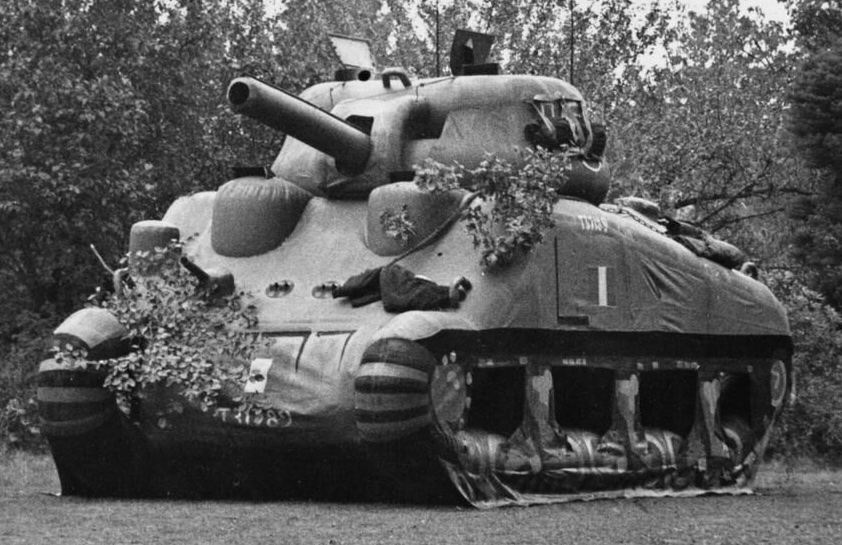
Uno dei finti carri Sherman gonfiabili utilizzati per l'operazione Fortitude

Ma il potenziale tedesco sarebbe comunque dipeso dal comportamento del Führer, il quale rappresentava l'apice decisionale nemico, e dalla riuscita di Fortitude, il piano di mascheramento alleato costituito da Patton e dal suo fantomatico "Primo gruppo d'armate statunitense" che minacciava un finto sbarco a Calais. La paura principale era dunque il rischio non tanto di essere ricacciati a mare, piuttosto di incorrere in una situazione di stallo simile a quella avuta sul fronte occidentale del primo conflitto mondiale, dove l'accanita resistenza tedesca avrebbe potuto impegnare per moltissimo tempo le forze alleate. Per questo i rapporti dello stato maggiore dello SHAEF raccomandavano che dal giorno D+14 «[...] si dovranno esplicare al massimo energia e spirito d'iniziativa onde non consentire al nemico di stabilizzare la propria difesa».
Non fu però l'andamento della battaglia di terra in Normandia o il delicato ruolo che sarebbe spettato a De Gaulle e alla Francia libera che preoccupò maggiormente il gruppo di comando di Eisenhower nella primavera del 1944. Furono invece il ruolo che avrebbe dovuto svolgere e le direttive che avrebbero dovuto seguire le forze aeree alleate.

#### I mezzi speciali

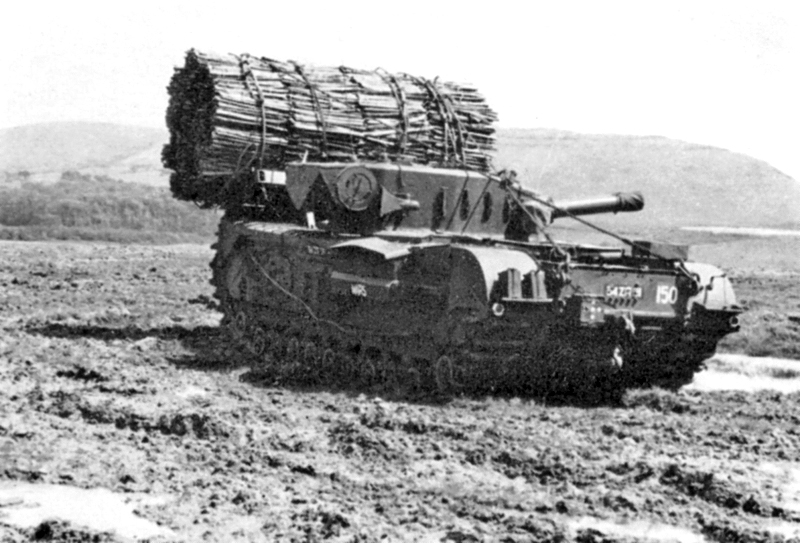
AVRE lanciafascine in dotazione al genio

Per coadiuvare le operazioni di sbarco venne creata una quantità di mezzi speciali, che dovevano assicurare un supporto di fuoco a terra, aiutare i veicoli a superare ostruzioni o distruggere le opere difensive minori e aprire varchi per la fanteria. Furono in prevalenza i britannici a dedicarsi a questi veicoli mentre gli statunitensi decisero di affidarsi a mezzi più tradizionali, con risultati non sempre felici. Tutti questi mezzi vennero progettati da un ingegnere e ufficiale dei Royal Engineers, Percy Hobart e da lui presero il nome di Hobart's Funnies (divertimenti di Hobart). I telai usati principalmente per questi veicoli, che ebbero un uso prolungato anche nel dopoguerra, furono quelli del carro armato Mk IV Churchill britannico e dello M4 Sherman statunitense, da cui vennero derivate una versione gettaponte, lo ARK (Armoured Ramp Karrier), una da demolizione, lo AVRE dotato di un mortaio spigot da demolizione e in grado di lanciare fascine che colmassero fossati, il Carpet Layer (detto anche Bobbin) che stendeva un tappeto di canapa per superare le zone acquitrinose largamente presenti in Normandia.

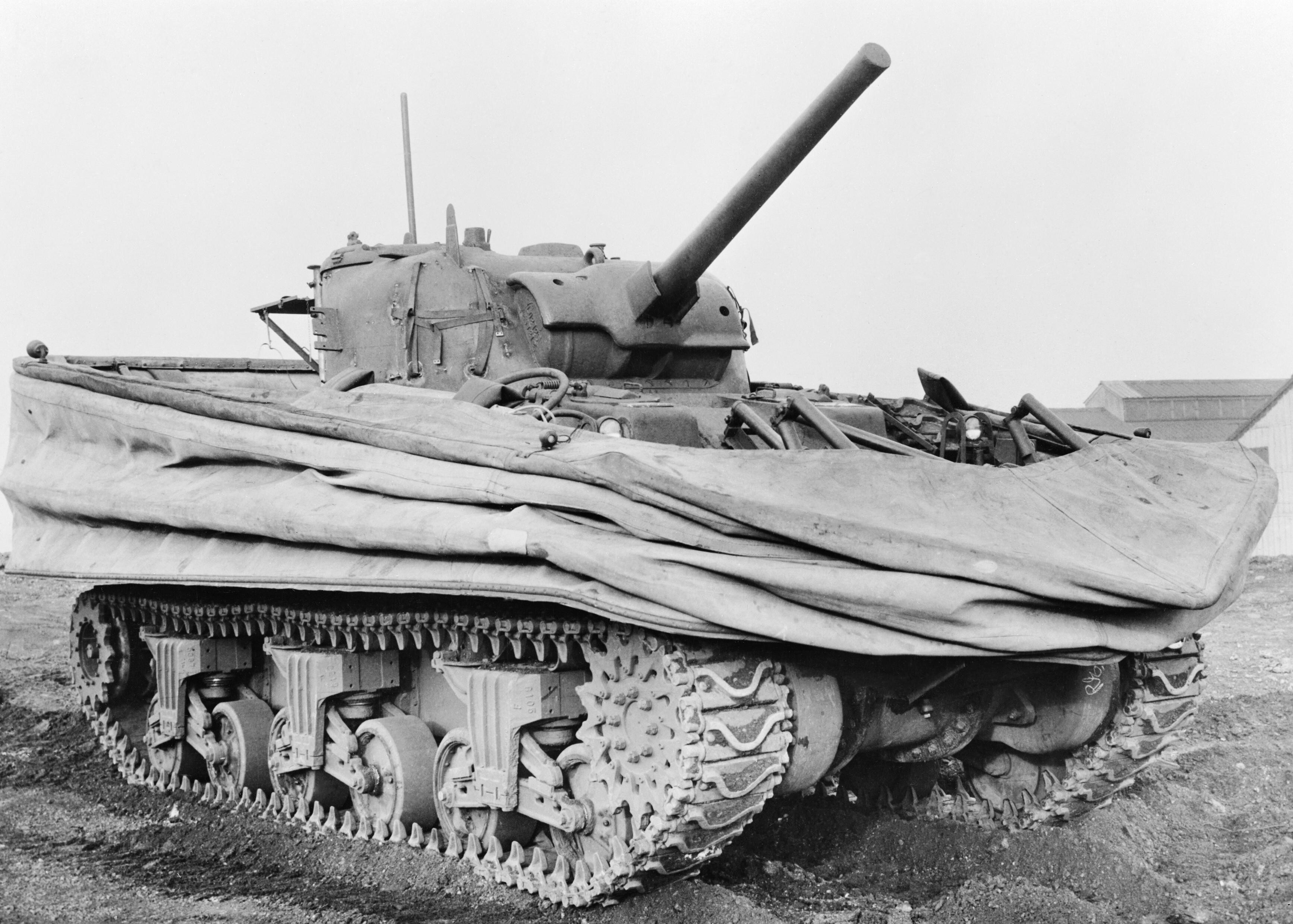
Un carro Sherman DD con il telo di galleggiamento abbassato

Oltre a questi speciali veicoli di supporto, vennero ideate delle versioni anfibie di carri da combattimento, denominate DD - Duplex Drive, cioè doppio sistema di spinta, tra cingoli ed eliche; i carri scelti furono ancora una volta lo Sherman statunitense e il britannico Mk III Valentine; questi veicoli erano in grado di percorrere tratti anfibi anche in mare aperto, sbarcando da unità di tipo LST (Landing Ship Tank), ma il telone che li rendeva anfibi era abbastanza delicato e diversi carri affondarono in mare; su 290 carri DD usati nel D-Day, 120 vennero lanciati da LST, e di essi almeno 42 affondarono, ma i restanti furono un valido aiuto per le truppe a terra; le perdite più gravi si ebbero sulla spiaggia Omaha, dove 27 dei 29 carri di un battaglione corazzato affondarono dopo essere stati lanciati in mare con onde di due metri; a Sword e Utah dove invece le onde erano meno forti, le perdite furono molto minori; a Gold i carri vennero sbarcati sulla spiaggia.

#### Logistica

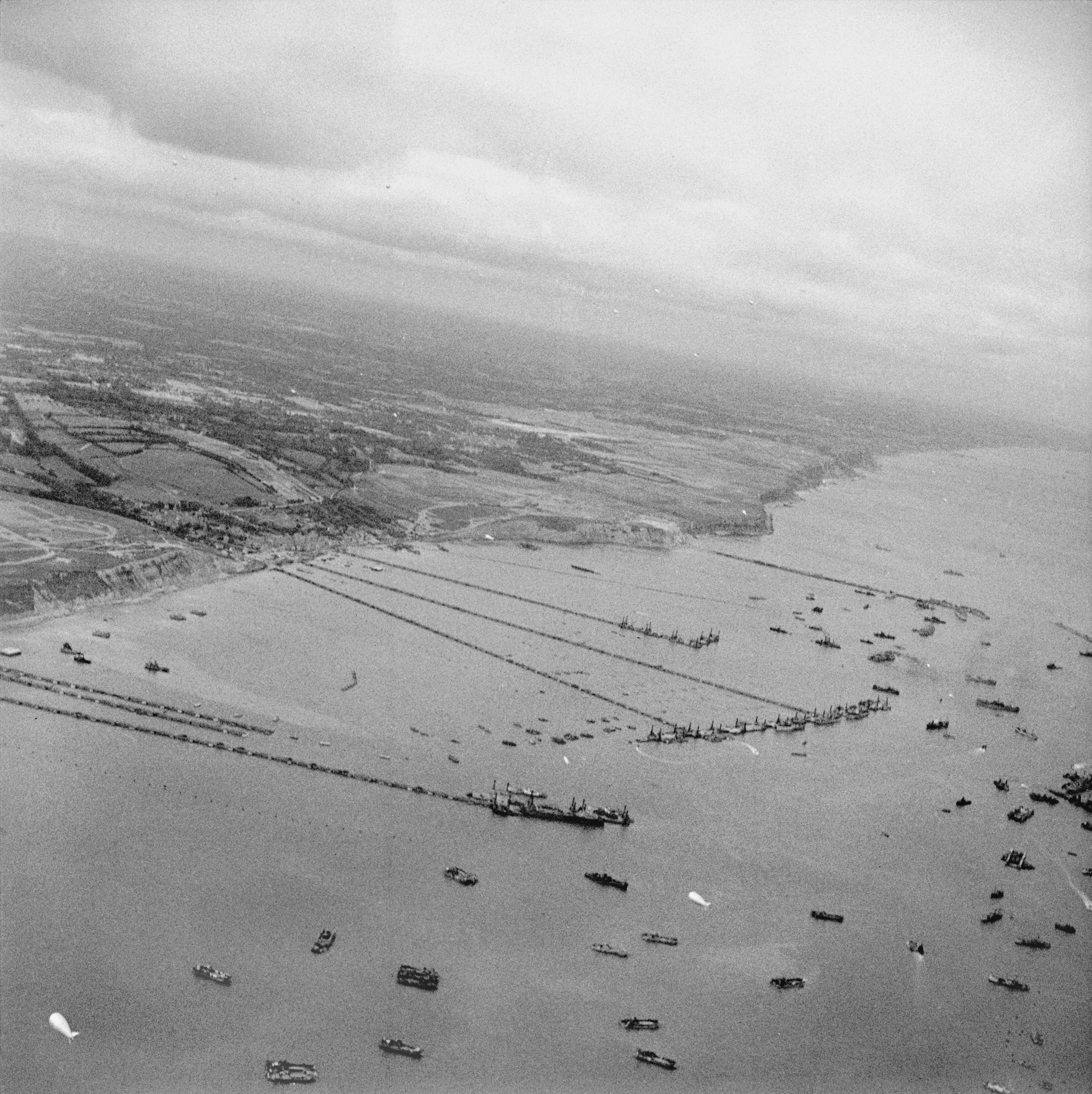
Questa foto aerea fornisce un'idea delle dimensioni di un Mulberry una volta messo in opera (presso Arromanches)

Altrettanto speciale fu la gestione dei porti artificiali noti come Mulberry Harbours. Gli Alleati sapevano di non poter contare su porti di dimensioni adeguate nelle prime fasi dello sbarco, e che quelli importanti erano pesantemente fortificati e difesi; infatti Cherbourg venne conquistata solo dopo varie settimane, quasi inutilizzabile, e i porti a est non furono disponibili per decine di giorni. Pertanto venne concepito di costruire due porti artificiali provvisori, uno denominato Mulberry B per l'area di sbarco britannica ad Arromanches e un Mulberry A a Omaha Beach per gli statunitensi. Questi porti dovevano essere protetti da barriere frangiflutti artificiali, chiamate Phoenix, e a regime gestire i rifornimenti per la decina di divisioni a terra. L'operatività di due porti Mulberry, prefabbricati nei mesi precedenti in Inghilterra, venne attuata già il 9 giugno, appena tre giorni dopo il D-Day. La notte tra il 19 e il 20 giugno una violenta tempesta distrusse il porto americano, lasciando intatto solo quello britannico di Arromanches che divenne pertanto di fondamentale importanza. Nei 100 giorni successivi al D-Day, questo porto, che divenne conosciuto anche con il nome di Port Winston, fu utilizzato per far sbarcare oltre 2,5 milioni di uomini, 500 000 veicoli, e 4 milioni di tonnellate di rifornimenti, facendo così transitare gran parte dei rinforzi necessari per l'avanzata in Francia. Questi porti provvisori furono tanto più importanti in quanto il primo porto stabile conquistato fu Cherbourg, il 1º luglio, ma ridotto in condizioni tali che poté essere utilizzato solo tre mesi dopo; poi fu Dieppe a essere liberata il 1º settembre dai canadesi e Le Havre solo il 12 settembre dagli anglo-canadesi (operazione Astonia), per cui l'immenso sforzo logistico a supporto delle truppe sbarcate senza queste strutture semplicemente non sarebbe stato possibile.

### Il piano generale

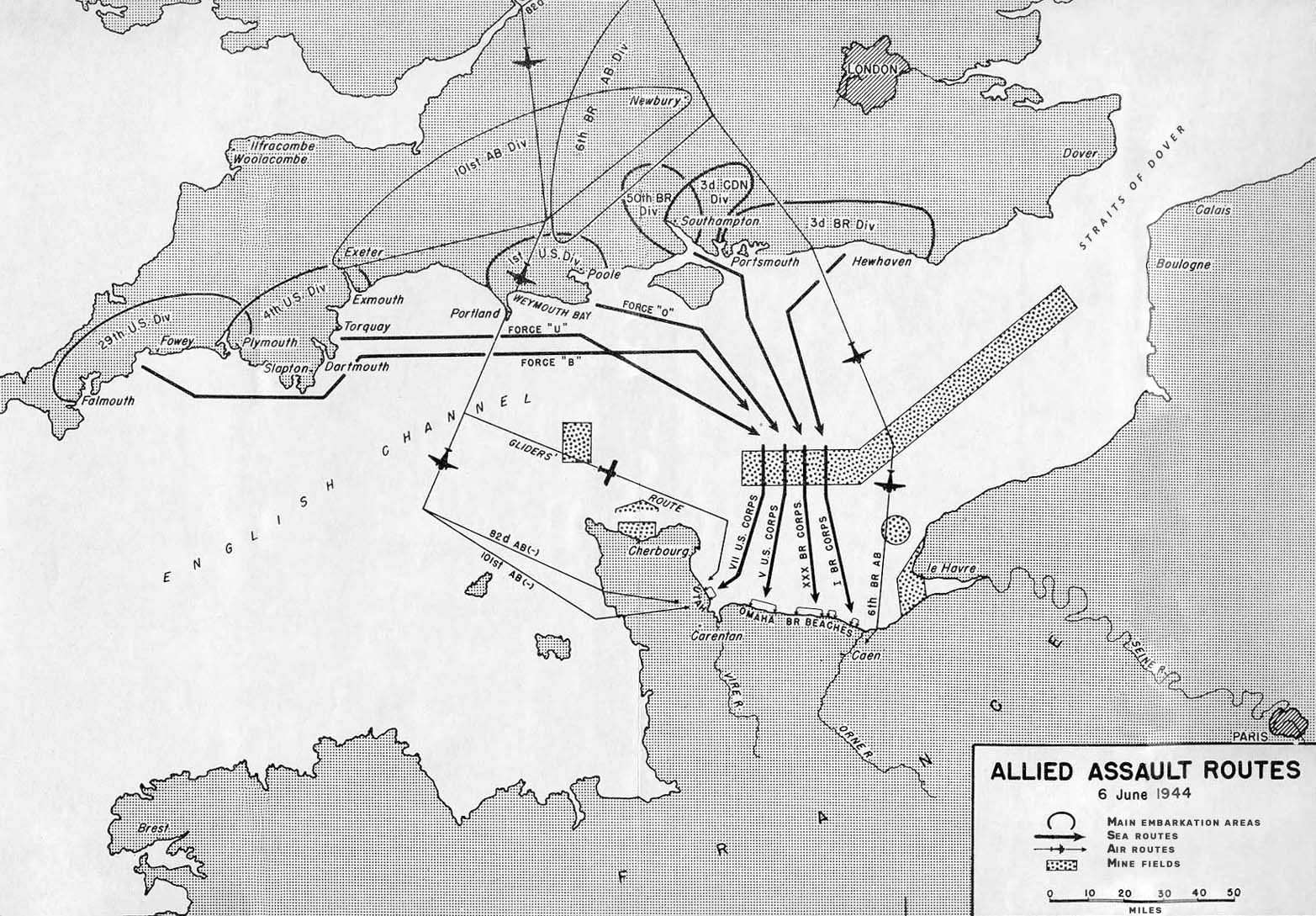
Piano schematico d'invasione della Normandia, con i movimenti della flotta diretta alle spiagge e delle forze aviotrasportate

Il 7 aprile, il 21º gruppo d'armate aveva ormai completato il piano generale schematico ed era pronto a presentarlo ai comandanti dei corpi, delle divisioni e delle armate. Montgomery presiedette un incontro al suo quartier generale nella scuola di St. Paul, dove si era diplomato da giovane, e presentò una prima volta il piano. Durante il briefing denominato "esercitazione Thunderclap" il generale britannico espose il piano su un grande plastico alla presenza di tutti gli ufficiali delle sue forze di terra, in cui ipotizzava imprevisti e possibili battute d'arresto. Tale piano fu nuovamente, e definitivamente, esposto da Montgomery il 15 maggio a St. Paul agli ufficiali superiori degli eserciti alleati che si stringevano su panche di legno dietro l'unica fila di sedie riservate al re Giorgio VI, a Winston Churchill a Jan Smuts e a Alan Brooke.
Il piano esposto partendo dalla sinistra dello schieramento prevedeva che la 6ª Divisione britannica aviotrasportata iniziasse l'attacco subito dopo la mezzanotte del 5 giugno 1944 con il compito di occupare i ponti sul fiume Orne, eliminare una batteria nemica a Merville, far saltare i ponti sul Dives e in linea di massima fungere da protezione sul fianco della 3ª Divisione britannica. Questa avrebbe dovuto prendere terra assieme a commando francesi e britannici a Sword Beach per poi dirigersi verso Ouistreham per occupare i campi di aviazione di Caen e di Carpiquet. La 3ª Divisione canadese avrebbe dovuto sbarcare nella spiaggia a fianco denominata Juno Beach, e proseguire fino a incrociare la strada principale Caen-Bayeux. La 50ª Divisione britannica sarebbe sbarcata a Gold Beach e aveva un obiettivo simile, in più avrebbe dovuto occupare il porticciolo di Arromanches e annientare la batteria nemica a Longue-sur-mer. A Omaha Beach la 1ª e la 29ª Divisione statunitense dovevano guadagnarsi le vie d'uscita, occupare i villaggi di Colleville, Sainte Laurent e Vierville per poi spingersi nell'entroterra. A fianco di queste due divisioni i battaglioni ranger statunitensi si sarebbero impegnati alla conquista di Pointe-du-Hoc e della sua batteria che minacciava le truppe sulla spiaggia. A Utah Beach la 4ª Divisione di fanteria statunitense avrebbe preso terra per poi assumere il controllo della strada costiera e dirigersi a ovest prendendo gli argini verso l'entroterra, pronta a girare a destra in direzione di Cherbourg. La 101ª Divisione aviotrasportata statunitense sarebbe atterrata a sud-ovest di Sainte-Mère-Église per assicurarsi il lato dell'entroterra degli argini e distruggere i ponti nelle vicinanze di Carentan e proteggere così il lato meridionale di Utah Beach. Infine l'82ª Divisione aviotrasportata sarebbe atterrata a ovest di Saint-Sauveur-le-Vicomte per bloccare lo spostamento dei rinforzi nemici all'interno del Cotentin nella metà occidentale della penisola.

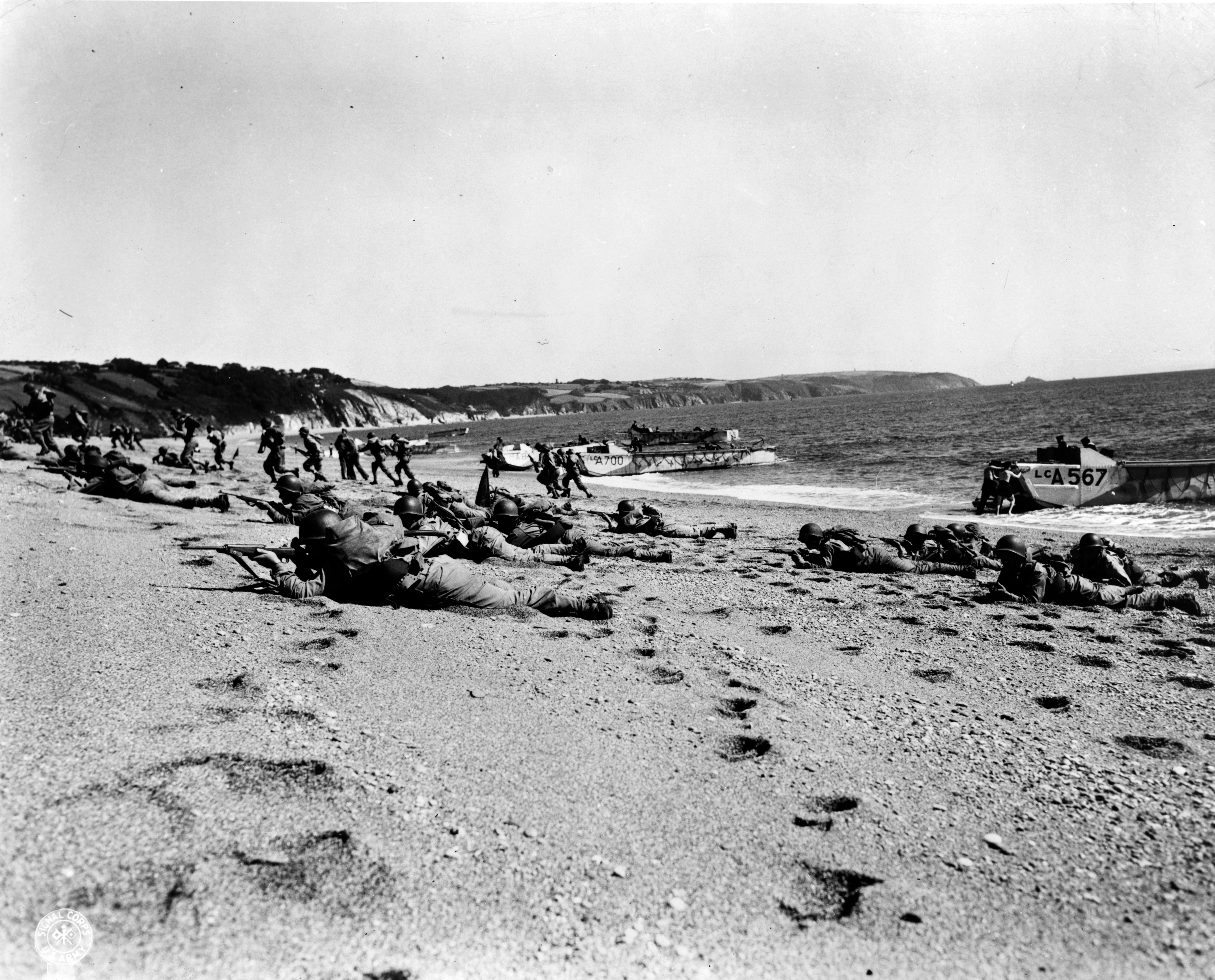
Esercitazioni di sbarco alleate

Nel briefing, Montgomery dava per scontato che arrivare a riva non sarebbe stato un problema; ciò che lo preoccupava era restarci. Disse ai propri subordinati: «È probabile che Rommel tenga le sue divisioni mobili lontano dalla costa fino a quando non sarà sicuro del luogo da noi prescelto per l'azione principale. Allora le concentrerà rapidamente e colpirà duro. Le sue divisioni statiche cercheranno di difendere un ampio tratto di terreno e funzioneranno da perno per i contrattacchi.» Montgomery pensava che Rommel avrebbe mandato due divisioni corazzate contro le loro postazioni il giorno successivo al D-Day; cinque giorni dopo sarebbero state probabilmente sei. Sarebbe stato più difficile mantenere e ampliare la postazione che attestarsi su di essa. Una volta stabiliti gli obiettivi generali, i comandanti ai vari livelli si misero al lavoro per sviluppare i piani specifici di sbarco.
Tutta la costa oggetto dello sbarco era stata mappata. Nei mesi precedenti l'invasione erano stati anche raccolti campioni di sabbia dalle spiagge su cui sarebbe avvenuto lo sbarco per valutarne la consistenza e la capacità di reggere il peso di carri armati, cannoni, camion, veicoli cingolati e bulldozer. Ciò confermava che i due punti essenziali erano alla base della campagna: il continuo rafforzamento delle forze sbarcate e la costante espansione delle teste di ponte, e se l'assalto alle spiagge venne pianificato con cura, non altrettanto venne fatto con i possibili sviluppi che sarebbero seguiti alla creazione della testa di ponte: Montgomery, infatti, aveva impostato la campagna sul presupposto che i tedeschi avrebbero offerto scarsa resistenza fino alla linea della Senna, dove era prevista la prima, vera, grande battaglia sulla strada della Germania. Per questo gli Alleati si aspettavano di conquistare già nel D-Day le città di Caen e Bayeux.

### Il ruolo della marina

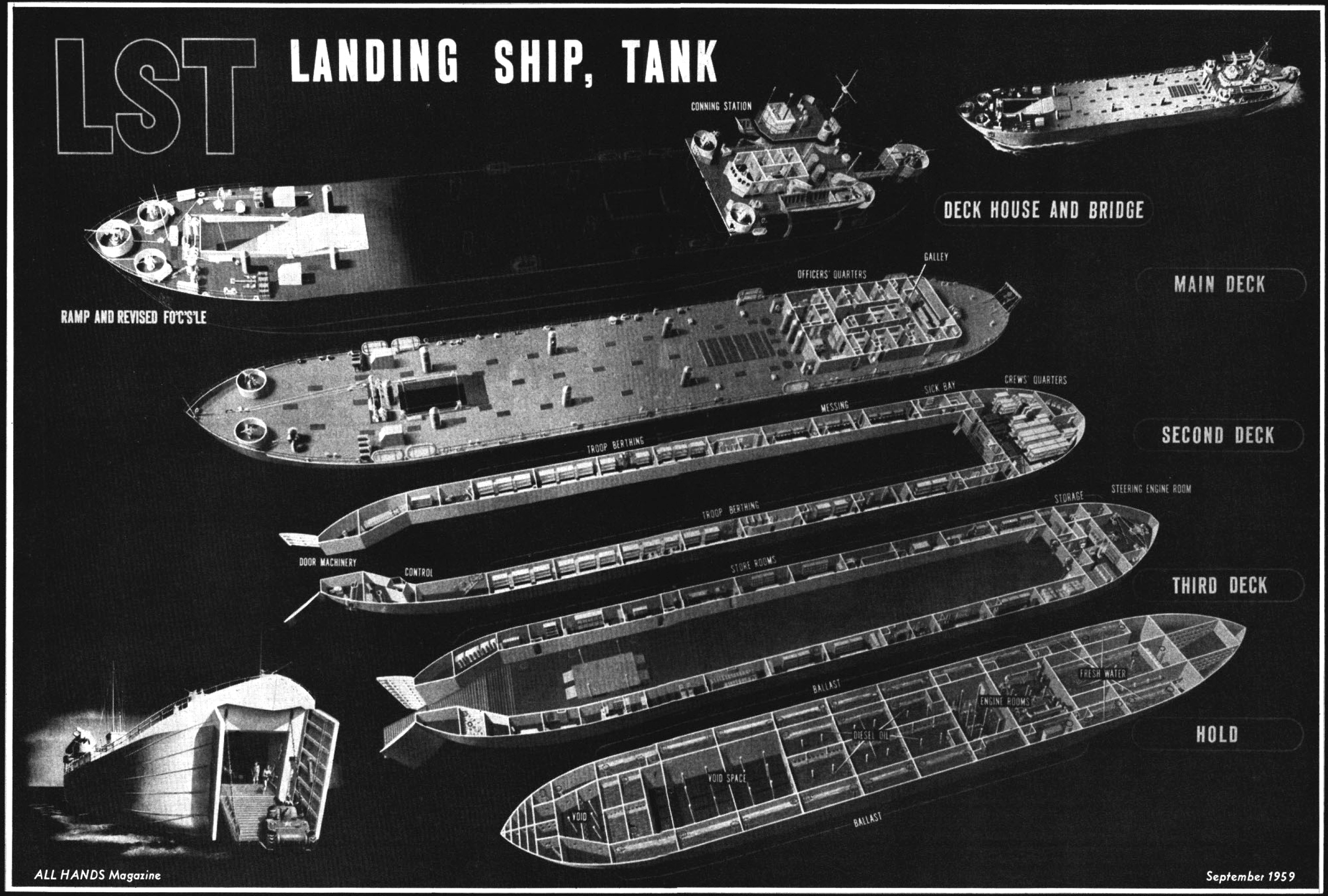
Il diagramma tecnico di una LST

Per trasportare gli uomini, i mezzi e gli approvvigionamenti necessari durante il D-Day, ma soprattutto per far loro traversare il Canale al riparo della minaccia tedesca, fu necessario un meccanismo colossale. Molte cifre sono state fatte per indicare il numero di mezzi coinvolti, tra cui i 5 000 mezzi indicati in varie fonti. In realtà una stima esatta deve tenere conto dei mezzi impegnati nei primi due giorni; infatti i piccoli LCA in grado di fare realmente i 7 nodi, e solo con mare calmo, non potevano sbarcare gli uomini il primo giorno e poi prendere a bordo la seconda ondata nel giorno D+1. Per fare fronte alle necessità di trasporto, i britannici impiegarono ingenti risorse stornandole anche dai consumi interni e riducendo le importazioni; i singoli pezzi dei mezzi da sbarco vennero costruiti in serie presso qualunque azienda specializzata che fosse in grado di farlo e poi assemblati in piccoli cantieri aperti dovunque, anche su fiumi e canali, in mezzo a piccoli villaggi. Per non impegnare dei bacini di carenaggio durante la costruzione dei 146 Phoenix, i cassoni frangiflutti componenti le barriere per i porti Mulberry, questi vennero assemblati in buche vicino al mare che, una volta finito il mezzo, venivano allagate scavando un varco fino all'acqua liberando il manufatto. A questi si aggiungeva la produzione statunitense e canadese di naviglio, e venne fatta la scelta di costruire in Gran Bretagna i mezzi che non dovevano affrontare la navigazione oceanica, mentre oltreoceano vennero costruite le LSI e LST; queste erano navi talmente robuste che dopo la guerra vennero riutilizzate da armatori civili e conosciute come navi Liberty.

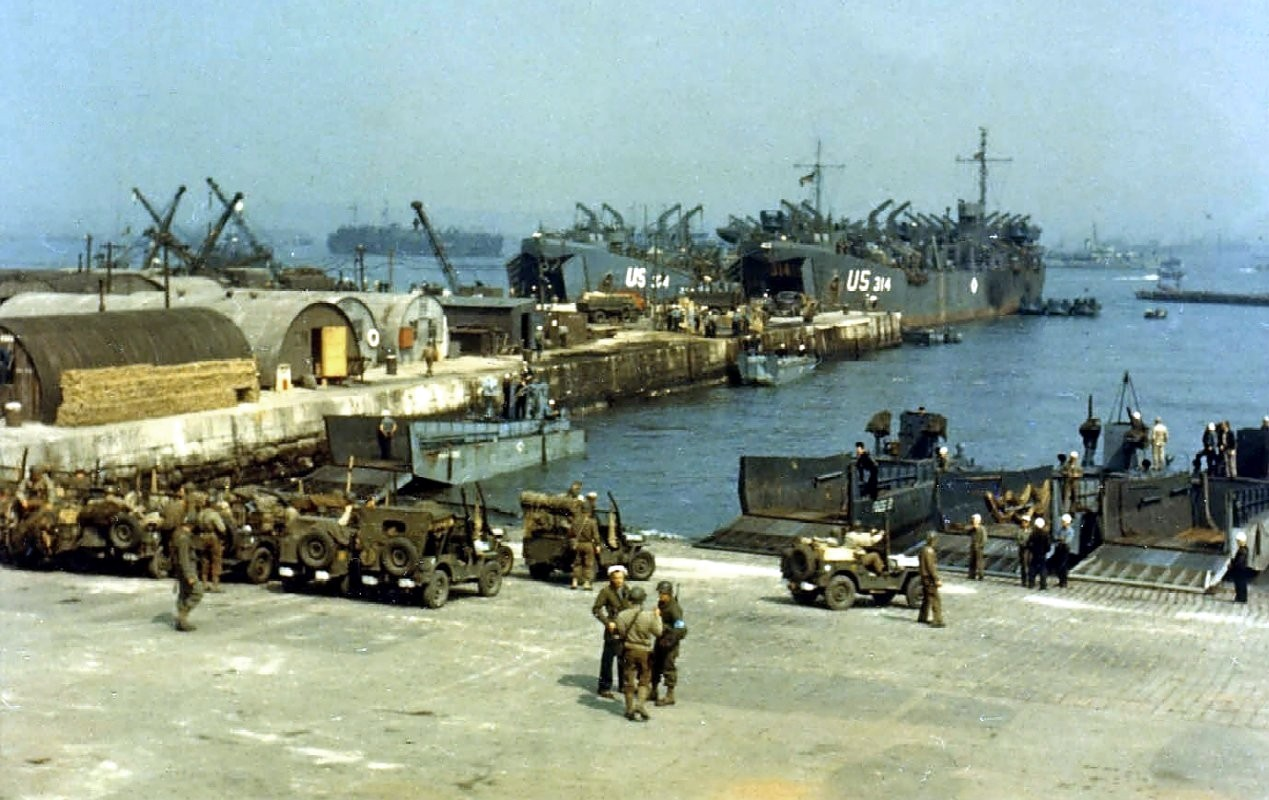
Degli LST prendono a bordo i camion, mentre le Jeep si dirigono verso i piccoli LCT in primo piano nel giugno 1944 durante i preparativi

Queste navi andavano protette, e l'ammiraglio britannico Ramsay, incaricato di gestire il coordinamento navale, aveva stimato la minaccia tedesca in 130 vedette lanciasiluri e una decina di cacciatorpediniere, oltre che a più di 180 sommergibili. Pertanto aveva ipotizzato di schierare navi da guerra non solo ai fianchi del convoglio, ma anche al suo interno. Cinque corazzate, 15 incrociatori, 109 cacciatorpediniere, 40 corvette, 67 cacciasommergibili, 217 motosiluranti e navi pattuglia, 14 flottiglie di dragamine furono le stime delle scorte. Queste stime saltarono quando la forza di sbarco venne incrementata. Al D-Day vennero impiegate sette corazzate tra statunitensi e britanniche, cinque incrociatori pesanti e diciassette leggeri, tra i quali una delle poche componenti francesi dell'intera operazione: gli incrociatori leggeri dell'ammiraglio Jaujard, Montcalm e Georges Leygues. Le navi della scorta diretta diventarono centotrentacinque, ma a esse vanno aggiunte le varie flottiglie di dragamine che dovettero aprire dei corridoi nel vasto campo minato collocato in mezzo al Canale, la 9a e la 159a britannica e la 7a statunitense, con un gruppo di cacciatorpediniere a fare da schermo antisommergibile a distanza. Varie flottiglie di cannoniere e motosiluranti assicurarono una protezione contro le torpediniere e S-Boot tedesche. 508 navi da guerra con vari compiti, incluse quelle unità destinate a essere sacrificate come frangiflutti per i porti artificiali Mulberry completavano il quadro; tra esse la vecchia corazzata francese Courbet e la sua coetanea britannica HMS Centurion; con esse, quaranta mercantili di nove nazionalità diverse che vennero tenuti coi loro equipaggi ridotti nel porto scozzese di Oban, alcuni anche per sei mesi, in attesa del loro affondamento.

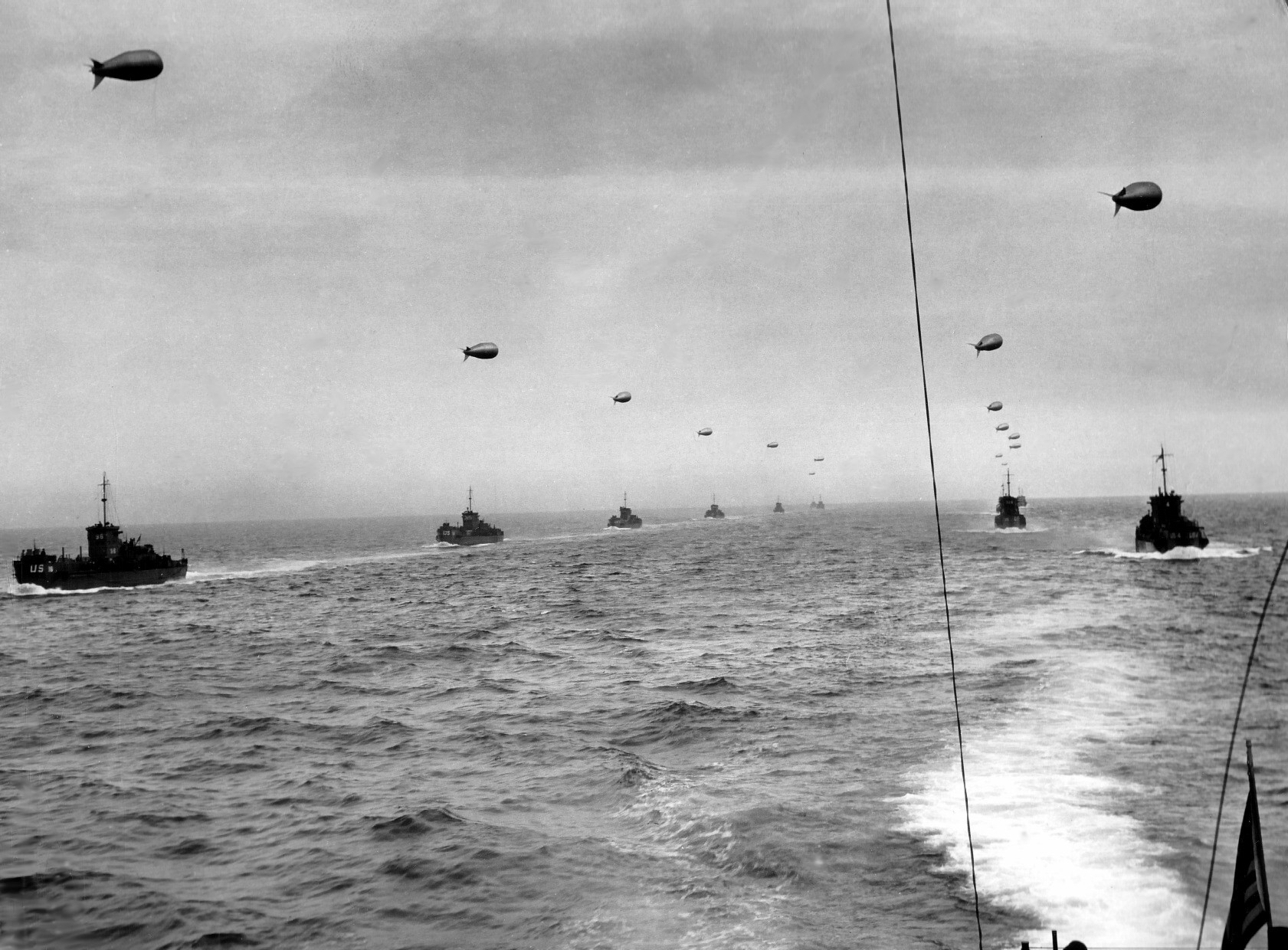
Formazione di mezzi da sbarco statunitensi con al traino i palloni frenati nella Manica

Le navi da guerra insieme alle navi da trasporto formavano i gruppi destinati alle spiagge, ed erano contrassegnati con le lettere corrispondenti; pertanto la Forza J era destinata alla spiaggia Juno, la Forza S a Sword, e così via. Le navi partivano da porti differenti e molto distanti tra loro, e potevano mantenere velocità differenti a seconda della composizione delle squadre per cui era necessaria una attenta pianificazione della tempistica in modo da assicurare la presenza dei vari gruppi al posto e all'ora giusti; anche i palloni frenati che molte navi trainavano come sbarramento antiaereo contribuivano a rallentare l'andatura. Parte delle squadre, quelle che partivano dai porti più a est, dovettero anche contribuire all'inganno di Fortitude per cui dovevano mantenere una rotta che le facesse vedere ai radar tedeschi come destinate a Calais. In particolare, la sola Forza U, destinata a Utah, contava 865 tra navi e mezzi da sbarco, suddivisi in dodici convogli ognuno ripartito in tre o quattro sezioni, che in mancanza di un unico grande porto dovettero partire da nove diversi imbarchi.
Il problema di portare le trenta divisioni previste dal piano finale durante le prime decine di giorni dell'operazione imponeva una ferrea organizzazione dei convogli e della rotazione delle navi nei porti; pertanto vennero creati due uffici, TURCO (Turn Control Organization - organizzazione del controllo di rotazione) e BUCO (Build Up Control Organization - organizzazione di controllo della costruzione delle tabelle di viaggio); nell'arco di tre maree, trentasei ore, dovevano essere spostati 173 000 uomini e 20 000 veicoli; in più dovevano spostarsi le navi incaricate del bombardamento a terra, quelle preparatorie dall'ora X-40 a X-3 e i successivi tiri di appoggio.
Dal 26 aprile l'ammiraglio Ramsay iniziò a concentrare le cinque forze da sbarco nei rispettivi porti, e a fare addestrare i gruppi alle manovre congiunte; durante queste, manovre denominate Tiger, alcune S-Boot tedesche attaccarono le navi anfibie e due LST vennero affondate con i siluri, vittoria annunciata dalla radio tedesca ma che rimase l'unico disturbo reale effettuato dalla Kriegsmarine durante la preparazione.

### Il ruolo dell'aeronautica

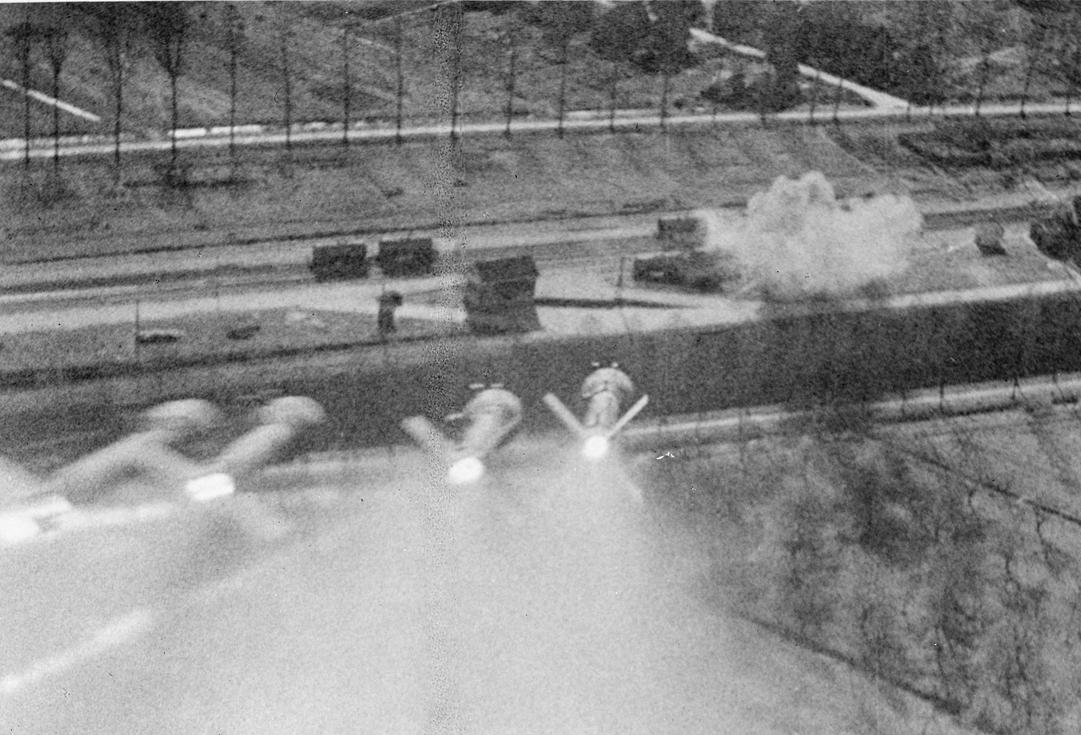
Un attacco di un cacciabombardiere lanciarazzi Hawker Typhoon a una colonna tedesca

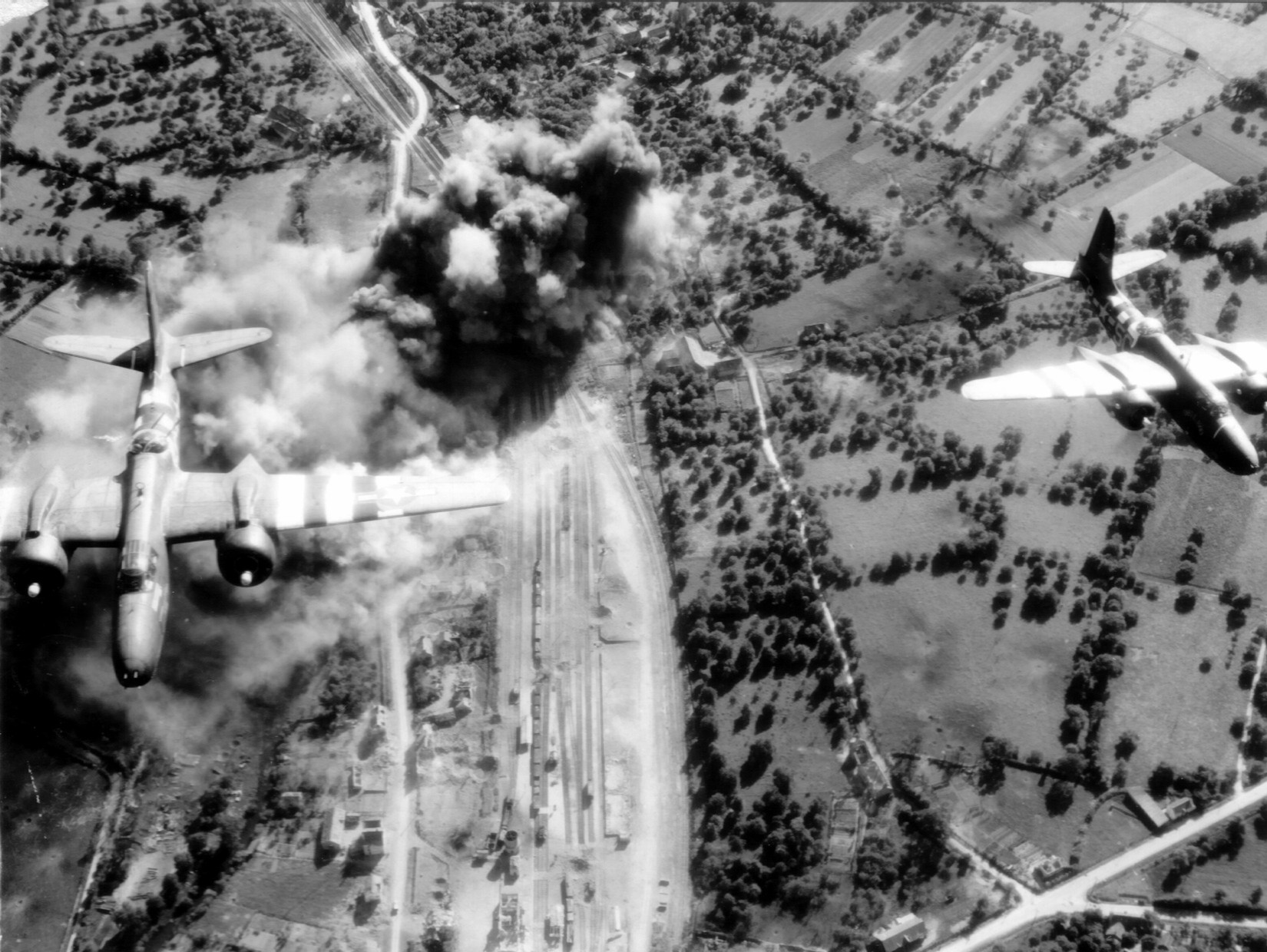
Bombardieri alleati in azione contro le ferrovie interne del territorio francese durante i bombardamenti in preparazione all'invasione

Gran Bretagna e Stati Uniti nel corso della guerra si erano impegnate al massimo nella costruzione di flotte aeree, caccia ma soprattutto bombardieri medi e pesanti, con un impegno economico impressionante. Per esempio una delle cause della mancanza di mezzi da sbarco era la quantità di acciaio, motori e capacità produttiva impegnata nella costruzione di bombardieri. Le armate fornirono agli alleati il controllo dell'aria e migliaia di aerei per sfruttarlo, ma nei due mesi precedenti al D-Day, agli alleati rimaneva una domanda a cui rispondere, ossia come utilizzare questa imponente forza aerea in previsione dell'invasione. Non era in discussione il fatto che all'ora H ogni aereo in grado di volare avrebbe partecipato all'attacco contro le difese costiere in Normandia, ma la discussione serrata si ebbe sul ruolo dei bombardieri nei due mesi precedenti l'invasione. 
Quando nei primi mesi del 1944 i responsabili di Overlord presero in mano le redini del comando, una delle loro massime preoccupazioni fu quella di garantire all'operazione la piena disponibilità della potenza aerea alleata, onde provvedere qualsiasi azione di appoggio ritenessero necessaria durante l'evoluzione della campagna. Eisenhower non tardò a rendersi conto che gli impegni di collaborazione assunti dai comandanti dell'aria non sarebbero stati sufficienti. Il generale Carl Spaatz comandante dell'8ª Air Force dell'USAAF e il maresciallo dell'aria Artur Harris a capo del Comando bombardieri della RAF, sostenevano che i bombardieri avrebbero potuto, da soli, vincere la guerra contro la Germania, e consideravano Overlord un grosso e gratuito errore di valutazione strategica. A tal proposito Harris dichiarò che: «[...] il miglior contributo che il Comando bombardieri può offrire a Overlord è di intensificare le incursioni sui centri industriali della Germania opportunamente scelti [...]». 
Di contro Eisenhower e lo stato maggiore dello SHAEF ritenevano che i bombardieri sarebbero stati più utili se avessero operato all'interno della Francia, attaccando bersagli strategici in tutto il territorio.
Dopo intensi scambi polemici tra Londra e Washington, Eisenhower riuscì a spuntarla; tutta la direzione delle forze aeree alleate sarebbe stata nelle sue mani fino a quando il comitato combinato dei capi di stato maggiore (CCS) lo avrebbe considerato necessario, ma queste non comprendevano né l'8ª Air Force né il Comando bombardieri che Eisenhower voleva sotto il comando dello SHAEF. Spaatz e Harris rimasero indipendenti ma Eisenhower poté disporre della forza aerea tattica britannica, la RAF Second Tactical Air Force, e quella statunitense, la Ninth Air Force sotto il comando del maresciallo dell'aria Leigh-Mallory. Le forze aeree dettero inizio a un intenso programma di bombardamento delle linee di comunicazione francesi, concentrandosi in particolare sui nodi ferroviari e sui ponti, limitando in questo modo la possibilità di movimento dei tedeschi in vista del D-Day. Il raggio di tale azione fu ampliato di parecchio includendo obiettivi lungo tutta l'estensione della costa settentrionale della Francia onde evitare che una concentrazione facesse capire qual era il punto dove gli alleati intendevano sbarcare. 
Parallelamente la Luftwaffe era sia a corto di aerei sia della benzina sintetica necessaria per far alzare in volo i velivoli. Infatti grazie all'operazione Pointblank, che permise ai bombardieri alleati (scortati dai nuovi caccia a lungo raggio Mustang P-51) di colpire le fabbriche aeree dei tedeschi e, da maggio 1944, di attaccare gli stabilimenti di produzione della benzina sintetica, la Luftwaffe di Hermann Göring fu notevolmente ridimensionata. La battaglia per il dominio dell'aria era stata vinta dagli alleati nei cieli della Germania molte settimane prima che i primi soldati mettessero piede in Francia, e questo si ripercosse durante il D-Day nei cieli della Normandia, quando i tedeschi riuscirono a compiere appena 319 sortite.
Ma i dissidi tra i comandi aerei alleati non cessarono; nella primavera del 1944 i comandanti dell'aria dedicarono troppo spazio a discutere sulla loro autorità e autonomia. Leigh-Mallory non era ben visto da nessuno dei comandanti aerei alleati, i quali lo consideravano deprimente e insicuro, e si rifiutavano di prendere ordini da lui. Discutevano soprattutto su come impiegare nel modo giusto la loro arma e difenderne gli interessi settoriali, tralasciando colpevolmente l'attenzione sulle tecniche di coordinamento aria-terra. Dopo molti dissidi, Tedder ed Eisenhower e tutto lo stato maggiore del 21º gruppo d'armate ricevettero il piano aereo del D-Day solamente 36 ore prima degli sbarchi.

### La resistenza francese

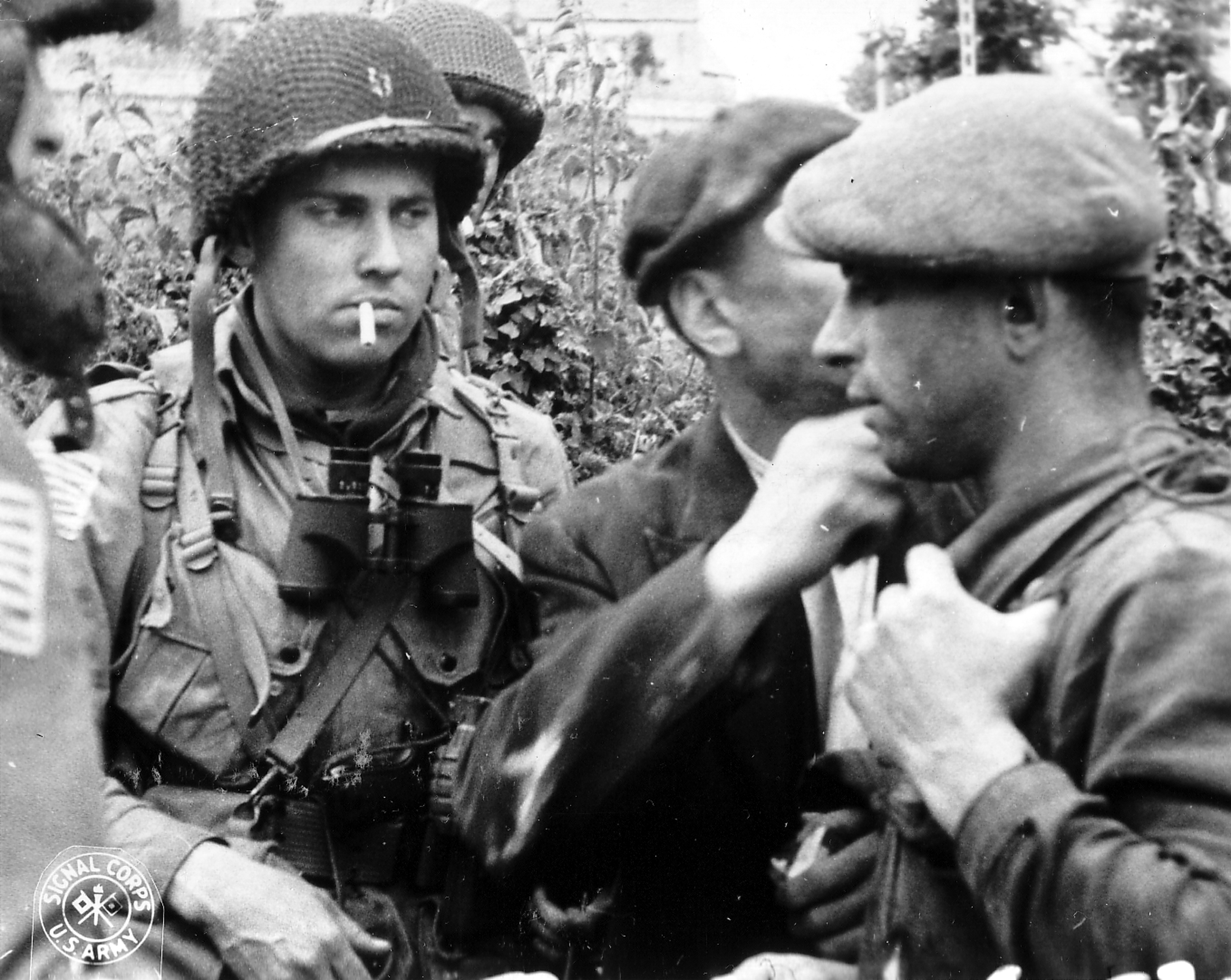
Uomini della resistenza francese discutono con alcuni paracadutisti alleati nei giorni seguenti agli sbarchi

La resistenza francese partecipò attivamente alle operazioni di sabotaggio nei confronti dei tedeschi nel tentativo di favorire in ogni modo la riuscita del D-Day e della successiva battaglia all'interno della Normandia. Suo capo riconosciuto era Charles de Gaulle, anche se questi durante il 1944 si trovava ad Algeri, lontano dal teatro delle operazioni e impossibilitato a esercitare un rigido controllo. Nonostante i limiti nell'equipaggiamento e nella comunicazione interna, il notevole vantaggio che gli alleati potevano avere dalla resistenza fu la presenza dei suoi componenti nelle retrovie tedesche, che permettevano azioni di sabotaggio, un accurato spionaggio, e poteva fornire azioni di fuoco contro l'esercito tedesco ritardandone gli spostamenti verso la battaglia.
A partire dagli inizi del 1944 il sabotaggio delle ferrovie subì una veloce accelerazione e sfociò nel Piano trasporti, ossia un piano coordinato tra le forze alleate e la resistenza con l'obiettivo di colpire e distruggere il maggior numero possibile di ferrovie, depositi, piattaforme girevoli e ponti. L'aviazione alleata sganciò circa 58 000 tonnellate di bombe su circa 90 obiettivi, ma i tedeschi in molti casi riuscivano a riparare il danno in ventiquattro/quarantott'ore. Molto più precisa e utile fu l'azione degli uomini della resistenza, la quale nei primi tre mesi del 1944 distrusse 808 locomotive contro le 387 danneggiate dagli attacchi aerei, e anche se le cifre si invertirono nel corso dei mesi, la partecipazione dei francesi fu preziosa anche se non determinante, dato che i tedeschi riuscivano a sostituire i vagoni persi requisendo quelli necessari ai civili.
L'azione della resistenza però non si limitò alle azioni di sabotaggio; lo spionaggio consentì alla marina e all'aviazione alleata di conoscere con molta precisione la posizione delle batterie tedesche sulle coste normanne, e grazie alle informazioni raccolte e trasmesse dalla resistenza, affiancate e potenziate dalle intercettazioni di Ultra e dalla ricognizione aerea, lo SHAEF era in possesso di dati molto precisi sugli schieramenti e sulla forza del nemico. Ma gli alleati erano anche a conoscenza che i tedeschi torturavano i membri della resistenza catturati per avere informazioni, così si decise che le azioni di sabotaggio sarebbero state coordinate tramite messaggi radio trasmesse dalla BBC l'1, il 2, il 15 e il 16 di ogni mese. Se l'invasione era imminente avrebbero ricevuto un messaggio preparatorio in codice. A quel punto i capi della resistenza dovevano stare in allerta per ascoltare un secondo messaggio "B" di conferma entro quarantotto ore, con un codice che diceva alle unità di entrare in azione, diverso per ciascuna regione.

## Le forze in campo

### Alleati

#### Nel D-Day
- 6ª Divisione aviotrasportata britannica, generale Richard Gale, delle forze specializzate, paracadutata o sbarcata tramite alianti a est del fiume Orne per proteggere il fianco sinistro (obiettivi: conquista dei due ponti sul fiume Orne e sul canale di Caen, distruzione della batteria costiera di Merville, distruzione di cinque ponti sul fiume Dives per impedire il contrattacco tedesco).
- 2ª Armata britannica (generale Miles Dempsey):
  - I Corpo britannico (generale Crocker):
    - 1ª Brigata servizi speciali (generale di brigata Lord Lovat):
      - Commando Nr. 3, 4 (incrementato con due plotoni di commando francesi del Commando Nr. 10 inter-alleato), 6 e 45, sbarco sul fianco est della spiaggia Sword, a Riva-Bella-Ouistreham (obiettivo: congiungimento con truppe aviotrasportate della 6ª Divisione aviotrasportata britannica).

    - 3ª Divisione fanteria britannica (maggior generale Rennie) e 27ª Brigata corazzata britannica, sbarco alle ore 7:30 sulla spiaggia Sword, da Riva-Bella-Ouistreham a est a Lion-sur-Mer a ovest (obiettivo: conquista di Caen).
    - 4th Special Service Brigade (generale di brigata Leicester):
      - Commando Nr. 41 (Royal Marines), sul fianco ovest della spiaggia Sword (obiettivo: collegamento con truppe sbarcate a Juno Beach).
      - Commando Nr. 48 (Royal Marines), sul fianco est della spiaggia Juno (obiettivo: collegamento con truppe sbarcate a Sword Beach e conquista della stazione radar di Douvres).

    - 3ª Divisione fanteria canadese (maggior generale Keller) e 2ª Brigata corazzata canadese, sbarco alle ore 7:30 sulla Juno Beach, da Saint-Aubin-sur-Mer a est a La Riviere (Paisty-Vert) a ovest (obiettivo: conquista dell'aeroporto di Carpiquet).

  - XXX Corpo britannico (generale Bucknall):
    - 50ª Divisione fanteria britannica (maggior generale Graham) e 8ª Brigata corazzata britannica, sbarco alle ore 7:25 sulla spiaggia Gold, da La Riviere (Paisty-Vert) a est a Le Hamel a ovest (obiettivo: conquista di Bayeux).
- Commando Nr. 47 (Royal Marines) (appartenente alla 4ª Brigata servizi speciali), sul fianco ovest della spiaggia Gold (obiettivo: conquista di Port-en-Bessin e collegamento con truppe americane sbarcate a Omaha Beach).
- 1ª Armata americana (generale Omar Bradley):
  - V Corpo statunitense (generale Gerow):
    - 1ª Divisione fanteria[75] (generale Huebner) e 29ª Divisione fanteria[75] (maggior generale Gerhardt), sbarco alle ore 6:30 sulla spiaggia Omaha, da Colleville sur Mer a est a Vierville sur Mer a ovest (obiettivo: avanzata fino al fiume Aure).

  - VII Corpo americano (generale Collins):
    - 4ª Divisione fanteria[75] (generale Barton), sbarco alle ore 6:30 sulla spiaggia Utah, tra La Madeleine a sud e Les Dunes de Varreville a nord (obiettivo: congiungimento con truppe aviotrasportate delle divisioni 82ª e 101ª, avanzata fino ai fiumi Merderet e Douve).
- 2º Battaglione rangers statunitense (tenente colonnello Rudder), a Pointe du Hoc.
- 101ª Divisione aviotrasportata statunitense (maggior generale Maxwell Taylor), paracadutata attorno a Vierville per proteggere il fianco sud delle forze sbarcate sulla spiaggia Utah (obiettivi: occupazione delle strade che conducono alla spiaggia Utah, distruzione dei ponti sul fiume Douve).
- 82ª Divisione aviotrasportata statunitense (maggior generale Matthew Ridgway), paracadutata attorno a Sainte-Mère-Église, a protezione del fianco destro dello sbarco (obiettivi: distruzione di altri ponti sul fiume Douve, conquista dei ponti sul fiume Merderet per impedire contrattacchi tedeschi e aprire la via all'espansione verso ovest della testa di sbarco).

### Tedeschi

#### Nel D-Day

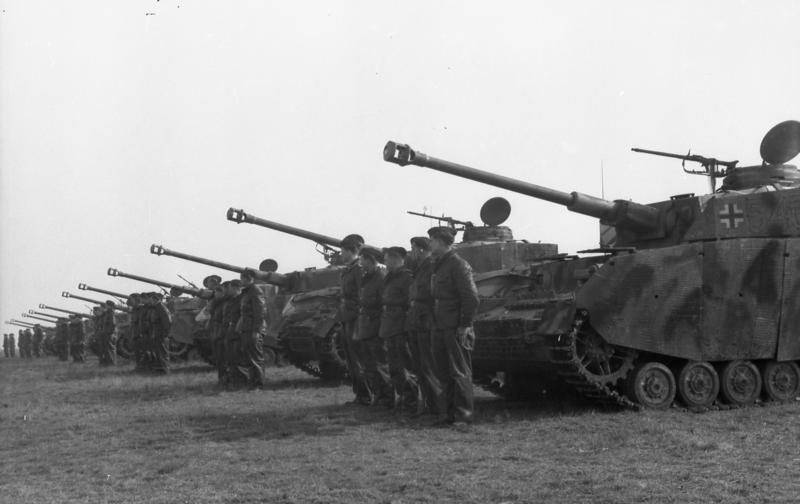
Panzertruppen della famosa 12. SS-Panzer-Division "Hitlerjugend" in Francia, prima dello sbarco alleato

La costa normanna interessata dagli sbarchi era stata fortificata dai tedeschi, in quanto parte del loro sistema di difesa detto Vallo atlantico. Era sorvegliata da tre divisioni, delle quali solo una (la 352ª) era di alta qualità. Le altre due divisioni (la 709ª e la 716ª) comprendevano soldati tedeschi che non erano considerati adatti (per anzianità o per motivi medici) al servizio attivo sul fronte orientale e mercenari di altre nazionalità (principalmente soldati russi, che avevano preferito l'arruolamento nell'esercito tedesco alla prigionia nei campi di concentramento, oppure volontari delle minoranze dell'Unione Sovietica).
A difesa della costa interessata direttamente dagli sbarchi, si trovavano quindi tre divisioni e varie unità minori del LXXXIV Corpo d'armata del generale Marcks (appartenente alla 7ª Armata del generale Dollmann). Nel dettaglio, da est a ovest:

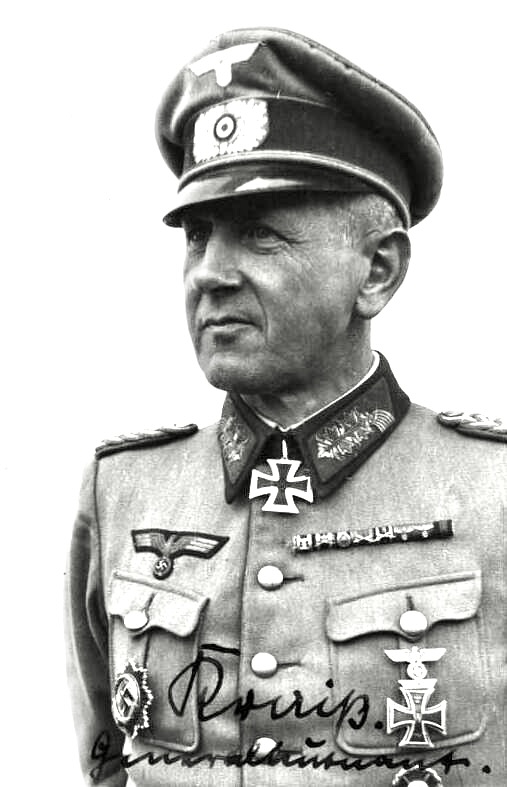
Il comandante della 352. Infanterie-Division, Dietrich Kraiss

- 7ª Armata (Generaloberst Friedrich Dollmann):
  - LXXXIV Corpo d'armata (General der Artillerie Erich Marcks):
    - 716. Infanterie-Division (Generalleutnant Wilhelm Richter): statica, con alcuni battaglioni Ost era a difesa di quelle che sarebbero diventate le spiagge Sword Beach, Juno Beach e Gold Beach.
    - 352. Infanterie-Division (Generalleutnant Dietrich Kraiss): tra le migliori divisioni della 7ª Armata, con un battaglione di granatieri e un reggimento di artiglieria era a difesa della spiaggia che sarebbe diventata Omaha Beach. Le restanti unità della divisione erano schierate subito a sud e nei dintorni di Bayeux.
    - 709. Infanterie-Division (Generalleutnant Karl-Wilhelm von Schlieben): statica, con alcuni battaglioni Ost, era a difesa del settore orientale della penisola del Cotentin, comprendente il porto di Cherbourg e Utah Beach.

Le operazioni aviotrasportate degli Alleati ai fianchi della zona di sbarco finirono però per impegnare nei combattimenti del D-Day anche altre due unità tedesche:
- 711. Infanterie-Division (Generalleutnant Josef Reichert), aggregata alla 15ª Armata (generaloberst Hans von Salmuth): era a guardia della costa e dell'entroterra a est del fiume Orne, dove atterrarono i paracadutisti britannici della 6ª Divisione aviotrasportata britannica che avevano come obiettivo i ponti sul fiume Dives[76].
- 91. Luftlande Infanterie-Division (Generalleutnant Wilhelm Falley[77]), appartenente alla 7ª Armata: normale divisione di fanteria strutturata in modo da poter essere aviolanciata, dotata di due reggimenti granatieri e uno di artiglieria. Con aggregato il 6º Fallschirmjägerregiment della 2ª Fallschirmjägerdivision in Bretagna, era a difesa del retroterra di Utah Beach. Era dotata anche di carri francesi prede di guerra, inquadrati nel 100º Panzer-Ersatz-und-Ausbildungsabteilung. La 91ª era posta anche a difesa della cittadina di Carentan, importante nodo di comunicazioni che in caso di conquista avrebbe favorito il collegamento tra le due teste di ponte di Utah e Omaha.

A sud di Caen, a diretta disposizione del Gruppo di Armate B e in grado di intervenire in giornata nell'area degli sbarchi, c'era la:
- 21. Panzer-Division (Generalleutnant Edgar Feuchtinger): a guardia di Caen, poteva contare su 146 carri armati Panzer IV e 51 cannoni d'assalto.

La 7ª Armata, invece, nella penisola del Cotentin aveva a disposizione un'altra divisione costiera:
- 243. Infanterie-Division (Generalleutnant Heinz Hellmich): statica, era a difesa del settore nord-occidentale della penisola del Cotentin.

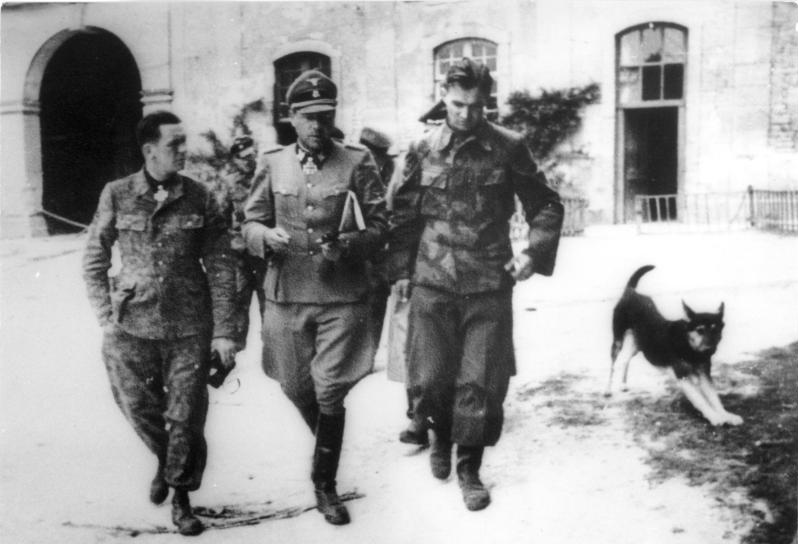
Al Quartier Generale della 12. SS-Panzer-Division: Kurt "Panzermeyer" Meyer, Fritz Witt, Max Wünsche, nel giugno 1944

La forza corazzata della riserva strategica dell'OB West più vicina alla zona degli sbarchi era, invece, la:
- 12. SS-Panzer-Division "Hitlerjugend" (SS-Brigadeführer Fritz Witt[78]), che stazionava nella zona di Évreux, a circa 130 chilometri a ovest di Caen, e disponeva il 6 giugno di circa 170 carri armati (compresi una quarantina di Panzer V Panther). I suoi soldati erano stati tutti reclutati direttamente dalla Gioventù hitleriana nel 1943, all'età di sedici anni, e avrebbero acquisito una reputazione per la loro ferocia nella battaglia imminente, mentre i sottufficiali e gli ufficiali avevano solide esperienze di combattimento[79]. La divisione, dopo un addestramento a tappe forzate basato su intense esercitazioni con proiettili veri voluto da Witt, era stata dichiarata "pronta al combattimento" ai primi di giugno, anche se il suo battaglione anticarro, il SS-Panzerjäger-Abteilung 12, era sotto organico per quanto riguarda gli Jagdpanzer IV in dotazione[79].

Tra Le Mans e Chartres, a circa 160-170 chilometri da Caen, stazionava invece la:
- Panzer-Lehr-Division (Generalleutnant Fritz Bayerlein): aveva a disposizione circa 260 carri armati, tra cui un centinaio di Panther)[80].

## Continuazione della campagna

### Settore britannico
Nei giorni seguenti l'invasione, nel settore est, i britannici dovettero fronteggiare diversi contrattacchi tedeschi, resistendo con tenacia. Uno di questi contrattacchi fu uno scontro tra carri armati avvenuto presso Villers-Bocage dove poche decine di carri tedeschi sconfissero dei reparti inglesi supportati da duecento carri armati. Le perdite però furono in proporzione più pesanti per i tedeschi benché fossero minori di quelle subite dalla controparte britannica. Nello scontro l'intero villaggio fu raso al suolo.
Uno dei problemi significativi per gli alleati era la presenza dei tedeschi a Caen, punto di estrema importanza strategica. Sin dal 6 giugno la città era uno dei bersagli delle truppe inglesi e sin da tale giorno i tedeschi si opposero con fermezza al nemico. Verso la fine di giugno i britannici diedero inizio all'operazione Epsom, una delle tante per conquistare la città. Neppure questa volta l'obiettivo venne raggiunto e gli alleati dovettero attendere fino a metà luglio per avere tale soddisfazione.

### Settore statunitense
Una delle prime città francesi a essere liberate dall'occupazione nazista fu proprio Carentan, situata tra Utah e Omaha Beach. A conquistare la città venne inviata una delle due divisioni paracadutiste americane presenti in Normandia. Nei giorni seguenti l'inizio dell'invasione, la divisione paracadutista venne inviata verso la città respingendo i tedeschi presenti. Questi ultimi dovettero ritirarsi per mancanza di munizioni ma, non appena giunsero i rifornimenti e i rinforzi, passarono al contrattacco. La vittoria fu degli alleati solo dopo l'intervento delle unità corazzate americane che evitarono ai paracadutisti la disfatta.
Ottenuta Carentan gli americani proseguirono verso ovest dividendo in due la penisola del Cotentin, per procedere poi verso nord, diretti su Cherbourg. Essendo una città portuale, essa era di estrema importanza per sostenere l'invasione, rendendola una degli obiettivi principali per gli alleati. Dopo diversi giorni di battaglia le divisioni americane occuparono la città e rivolsero poi la loro attenzione verso il resto della Francia.

## Analisi e conseguenze
Alla fine di giugno del 1944, gli alleati erano riusciti, con diverse difficoltà ma grazie anche al completo dominio dell'aria e a un'accurata organizzazione logistica, a conquistare una salda testa di ponte nel nord della Francia. Da lì sarebbero riusciti poi ad attaccare la Germania stessa, passando attraverso la conquista della Bretagna (battaglia di Brest) e di Caen (operazione Charnwood e operazione Goodwood), lo sbarco nel Sud del paese (Operazione Dragoon), la sacca di Falaise e la liberazione di Parigi. Un secondo fronte (oltre al fronte italiano) avrebbe ridotto la pressione sui sovietici, a est, e permesso di concludere la guerra in Europa più rapidamente e con esiti più positivi per gli anglo-americani. In questo modo, oltre a sconfiggere i tedeschi direttamente sul loro suolo, avrebbero potuto in futuro fronteggiare direttamente l'emergente superpotenza sovietica.

## Cronologia
- 5-6 giugno - l'82nd Airborne Division (operazione Detroit), la 101ª Divisione aviotrasportata (operazione Chicago) e la 6ª Divisione aviotrasportata britannica (operazione Tonga) vengono paracadutate in territorio francese.
- 6 giugno - D-Day, inizio degli sbarchi dal mare (operazione Neptune).
- 12 giugno - la 101ª Divisione aviotrasportata cattura Carentan.
- 13 giugno - la 101ª Divisione aviotrasportata respinge un contrattacco tedesco a ovest di Carentan. Truppe britanniche vengono respinte a Villers-Bocage.
- 25-30 giugno - operazione Epsom, l'offensiva alleata a ovest di Caen porta solo a un limitato guadagno territoriale.
- 25-30 giugno - battaglia di Cherbourg, gli americani alla fine conquistano il porto, che è però stato reso inutilizzabile dalla guarnigione tedesca.
- 8 luglio-9 luglio - operazione Charnwood, la parte di Caen a nord del fiume Orne viene finalmente catturata.
- 17 luglio - Erwin Rommel rimane gravemente ferito quando la sua auto viene colpita dalla raffica di un aereo alleato.
- 18-20 luglio - l'operazione Goodwood permette di avanzare oltre l'Orne e conquistare anche la parte meridionale di Caen.
- 24 luglio - con l'operazione Cobra inizia la rottura del fronte tedesco presso Saint-Lô.
- 8 agosto - la 3ª Armata di Patton libera Le Mans.
- 7 agosto-13 agosto - fallisce il tentativo di contrattacco tedesco a Mortain (operazione Lüttich) sul fianco delle truppe americane.
- 8 agosto-13 agosto - operazione Totalize, inizia l'offensiva britannica che respinge le forze tedesche verso Falaise, provocando la formazione della Sacca di Falaise.
- 15 agosto - operazione Dragoon, inizia uno sbarco congiunto franco-statunitense nella Francia meridionale.
- 19 agosto - gli americani attraversano la Senna a Mantes-la-Jolie.
- 21 agosto - la sacca di Falaise viene chiusa, 50 000 soldati tedeschi sono catturati.
- 25 agosto - liberazione di Parigi.

### Esplicative
1. ↑  Le forze della Repubblica Sociale Italiana consistevano nei 4 000 uomini della 1ª Divisione Atlantica Fucilieri di Marina, stanziati sulla costa della Normandia e sulle Isole del Canale; oltre a migliaia di Italiani suddivisi in varie divisioni della Wehrmacht. Vedi: Viganò, p. 181, Robison, p. 48.
2. ↑  Venne deciso di sbarcare all'alba per sfruttare l'appoggio aeronavale durante il resto della giornata e con la mezza marea; la bassa marea avrebbe esposto le truppe al fuoco nemico per troppo tempo, l'alta marea avrebbe finito per nascondere gli ostacoli destinati a fare esplodere o spaccare in due i mezzi da sbarco. Le truppe paracadutate, invece, avrebbero agito nella notte precedente gli sbarchi, sfruttando la luna piena per avvicinarsi agli obiettivi. Comparando le tavole lunari e quelle delle maree, ci si rese conto che lo sbarco non poteva essere fatto che durante tre giorni al mese: le date più vicine al 31 maggio erano il 5, il 6 e il 7 giugno. Ovviamente, condizioni del tempo favorevoli (cielo sereno o poco nuvoloso e mare non troppo agitato) erano indispensabili per la riuscita dello sbarco, che altrimenti sarebbe stato rimandato ad un'altra data.
3. ↑  Per rafforzare tale piano, l'intensità dei bombardamenti sul Pas de Calais venne mantenuta due volte più forte che sulla Normandia. Infine, il giorno stesso dello sbarco, apposite flottiglie di natanti in movimento da Dover avevano il compito di fare credere ai radar del nemico che il grosso della flotta alleata stesse per assaltare il Pas de Calais e che quella in Normandia fosse soltanto un'azione diversiva (le stazioni radar di Cherbourg e Le Havre, che avrebbero potuto captare l'avvicinarsi della flotta alleata, erano invece state accecate dai bombardamenti sulla Normandia). Tra Le Havre e Rouen, nelle prime ore del 6 giugno, dovevano pure essere lanciati paracadutisti-fantoccio per mantenere in allarme la 15ª Armata tedesca, che presidiava quel tratto costiero.
4. ↑  Diverse unità di rangers e di commando britannici dovevano sbarcare ai lati delle grandi unità, ma in nessun'altra fase della guerra l'entusiasmo per l'impiego di corpi speciali fu così scarso. Secondo molti comandanti, questi corpi non facevano altro che "scremare" di personale di alta qualità le truppe regolari che avrebbero dovuto svolgere il ruolo primario nell'assalto. Così con la sola eccezione dei rangers Pointe-du-Hoc e di taluni lanci speciali dello Special Air Service nell'entroterra, onde collaborare con i partigiani francesi, i commando e gli altri corpi speciali furono impiegati nel D-Day, e per quasi tutto il resto della guerra, con normali compiti di fanteria. Vedi: Hastings, p. 43.

### Bibliografiche
1. ↑  D-Day - Invasion of Normandy - Operation Overlord Documents and Photos
2. 1 2   statistics, su statisticseng.bravepages.com. URL consultato il 4 aprile 2015 (archiviato dall'url originale il 13 aprile 2015).
3. ↑   Launching the Invasion: Utah Beach to Cherbourg:, su history.army.mil. URL consultato il 6 maggio 2015 (archiviato dall'url originale il 15 marzo 2015).
4. ↑  Hastings, p. 18.
5. ↑  Bertin1972, Vol. 1, p. 16.
6. ↑  Hastings, p. 19.
7. ↑  Bertin1972, Vol. 1, pp. 16,17.
8. ↑  Bertin1972, Vol. 1, pp. 18,19.
9. ↑  Bertin1972, Vol. 1, p. 19.
10. ↑  Bertin1972, Vol. 1, p. 20.
11. ↑  Hastings, p. 20.
12. ↑  Bertin1972, Vol. 1, pp. 20,21.
13. 1 2  Hastings, p. 21.
14. ↑  Ambrose, p. 65.
15. 1 2  Harrison, p. 64.
16. ↑  Harrison, pp. 62-63.
17. ↑  Harrison, p. 65.
18. ↑  Hastings, p. 24.
19. ↑  Hastings, p. 23.
20. ↑  Hastings, p. 28.
21. ↑  Ambrose, pp. 71-72.
22. ↑  Hastings, pp. 28-29.
23. ↑  Ambrose, p. 72.
24. ↑  Hastings, p. 29.
25. ↑  Ambrose, p. 73.
26. 1 2  Hastings, p. 30.
27. ↑  Harrison, pp. 70-71.
28. 1 2  Hastings, p. 32.
29. ↑  Hastings, p. 35.
30. 1 2  Ambrose, p. 76.
31. ↑  A onor del vero anche la maggior parte dei membri del COSSAC si era resa conto da mesi della necessità di irrobustire il fronte d'attacco, ma non avevano autorità sufficiente a far valere il loro punto di vista. Vedi: Hastings, p. 35.
32. ↑  Citato nel libro di Nigel Hamilton, Montgomery: Master of the Battelfield p. 513. Vedi: Hastings, p. 37.
33. ↑  Hastings, p. 38.
34. ↑  Hastings, pp. 38-39.
35. ↑  Hastings, pp. 39-40.
36. ↑  Harrison, p. 75.
37. 1 2  Hastings, p. 45.
38. ↑  Hastings, p. 40.
39. ↑  Hastings, pp. 40-41.
40. ↑   Hobart's Funnies & other specialized vehicles at Normandy, su worldwar2headquarters.com.
41. ↑   Churchill AVRE Fascine Carrier, su worldwar2headquarters.com.
42. ↑   WWII AVRE Mat-layer (Carpet-layer) with Bobbin, su worldwar2headquarters.com.
43. ↑   DD (Duplex Drive) Sherman Swimming Tank, su worldwar2headquarters.com.
44. ↑   Steven J. Zaloga, US Amphibious Tanks of World War II, Long Island City NY, Osprey Publishing Ltd, 2012. pp. 26 & 28
45. ↑  Ambrose, p. 119.
46. ↑  Hastings, p. 67.
47. ↑  Ambrose, pp. 119-120.
48. ↑  Ambrose, p. 120.
49. ↑  Ambrose, p. 121.
50. ↑  Molinari, p. 9.
51. ↑  Hastings, p. 44.
52. 1 2  Bertin1972, Vol. 1, p. 68.
53. ↑  Bertin1972, Vol. 1, pp. 60-61.
54. ↑  Bertin1972, Vol. 1, pp. 58-61.
55. ↑  Bertin1972, Vol. 1, pp. 58-60.
56. 1 2  Bertin1972, Vol. 1, p. 67.
57. ↑   Roland G. Ruppenthal, Utah Beach to Cherbourg (6 June-27 June 1944), Washington, D.C., Center of Military History - United States Army, 1990. URL consultato il 6 maggio 2015 (archiviato dall'url originale il 15 marzo 2015).p. 13
58. ↑  Bertin1972, Vol. 1, p. 102.
59. ↑  Bertin1972, Vol. 1, p. 113.
60. ↑  Ambrose, p. 92.
61. ↑  Hastings, p. 47.
62. ↑  Hastings, p. 48.
63. ↑  Ambrose, p. 93.
64. ↑  Hastings, p. 49.
65. ↑  Ambrose, p. 94.
66. ↑  Hastings, p. 50.
67. ↑  Tra il 9 febbraio ed il 6 giugno le forze aeree alleate compirono 21 949 voli, sganciando 76 200 tonnellate di bombe su oltre 800 bersagli diversi della rete di trasporti francese. Vedi:  Stephen Badsey, Normandy 1944, Ediciones del Prado, 1998,  p. 28.
68. ↑  Lo storico Gordon Harrison concluse che, entro il D-Day: «il sistema di trasporti [in Francia] era vicino al collasso totale» e questo fatto «sarebbe stato decisivo nella battaglia di Normandia». Vedi: Ambrose, p. 99.
69. ↑  Hastings, pp. 53-54.
70. ↑  Ambrose, p. 99.
71. ↑  Ambrose, p. 98.
72. ↑  Ambrose, pp. 98-103.
73. ↑  Ambrose, pp. 102-103.
74. ↑  Ambrose, p. 104.
75. 1 2 3  Le divisioni americane di fanteria erano appoggiate da alcuni battaglioni di carri medi M4 Sherman.
76. ↑  Alcuni paracadutisti inglesi atterrarono direttamente di fronte al quartier generale della 711ª Divisione a Cabourg (Cornelius Ryan, Il giorno più lungo. 6 giugno 1944, Tea, 1994, p. 111).
77. ↑  Il generale Falley venne ucciso nelle prime ore del mattino del 6 giugno in un'imboscata dei paracadutisti americani dell'82ª Divisione aviotrasportata, mentre stava tornando in auto in tutta fretta verso il proprio ufficio di comando a Picauville, ad alcuni chilometri ad ovest di Sainte-Mère-Eglise (Claude Bertin, La vera storia dello sbarco in Normandia, Editions de Crémille, Ginevra, 1969, pp. 192-193).
78. ↑  I gradi della Waffen-SS si differenziavano da quelli dello Heer, ma il grado di SS-Brigadeführer equivaleva a quello di Generalmajor; durante il conflitto era normale che un generale di brigata comandasse una divisione visto l'alto tasso di mortalità tra gli ufficiali maggiori.
79. 1 2   www.waffen-ss.no - 12. SS-Panzer-Division "Hitlerjugend", su waffen-ss.no. URL consultato il 1º gennaio 2011.
80. ↑  I dati sulla forza nel D-Day della 21. Panzer-Division e della "Hitlerjugend" sono stati tratti da:  Claude Bertin, La vera storia dello sbarco in Normandia, Ginevra, Editions de Crémille, 1969,  p. 235.;  Andrea Molinari, La Normandia: giugno-agosto 1944, Hobby & Work, 1999,  pp. 40-41.;  Paul Carell Carell, Arrivano! Sie kommen. La campagna di Normandia raccontata dai tedeschi, Rizzoli, 1998,  p. 30.